# Liste der Biografien/Moo
Liste der Biografien |
Portal Biografien |
Personensuche
# |
A |
B |
C |
D |
E |
F |
G |
H |
I |
J |
K |
L |
M |
N |
O |
P |
Q |
R |
S |
T |
U |
V |
W |
X |
Y |
Z |
?
 
Ma |
Mb |
Mc |
Md |
Me |
Mf |
Mg |
Mh |
Mi |
Mj |
Mk |
Ml |
Mm |
Mn |
Mo |
Mp |
Mq |
Mr |
Ms |
Mt |
Mu |
Mv |
Mw |
Mx |
My |
Mz
 
Moa |
Mob |
Moc |
Mod |
Moe |
Mof |
Mog |
Moh |
Moi |
Moj |
Mok |
Mol |
Mom |
Mon |
Moo |
Mop |
Moq |
Mor |
Mos |
Mot |
Mou |
Mov |
Mow |
Mox |
Moy |
Moz
Die Liste der Biografien führt alle Personen auf, die in der deutschsprachigen Wikipedia einen Artikel haben. Dieses ist eine Teilliste mit 906 Einträgen von Personen, deren Namen mit den Buchstaben „Moo“ beginnt.

## Moo
- Moo Foot Lian, malaysischer Badmintonspieler

### Mood
- Mood, Petra (* 1946), deutsche Bühnen- und Fernsehschauspielerin
- Mood, Robert (* 1958), norwegischer Generalleutnant, Präsident des Norwegischen Roten Kreuzes
- Moodaly, Robyn (* 1994), südafrikanische Fußballspielerin
- Moodera, Jagadeesh (* 1950), indisch-US-amerikanischer Physiker
- Moodie, Alma (1898–1943), australische Violinistin
- Moodie, D. Aubrey (1908–2008), kanadischer Kommunalpolitiker, Bürgermeister des Nepean Township, Ontario
- Moodie, Geraldine (1854–1945), kanadische Fotografin
- Moodie, Henry (* 2004), britischer Singer-Songwriter
- Moodie, James († 1724), schottischer Politiker, Mitglied des House of Commons
- Moodie, Jim (* 1966), britischer Motorradrennfahrer
- Moodie, Susanna (1803–1885), kanadische Schriftstellerin
- Moodie, Tanya (* 1972), kanadische Schauspielerin und SynchronsprecherinTanya Moodie (* 1972)

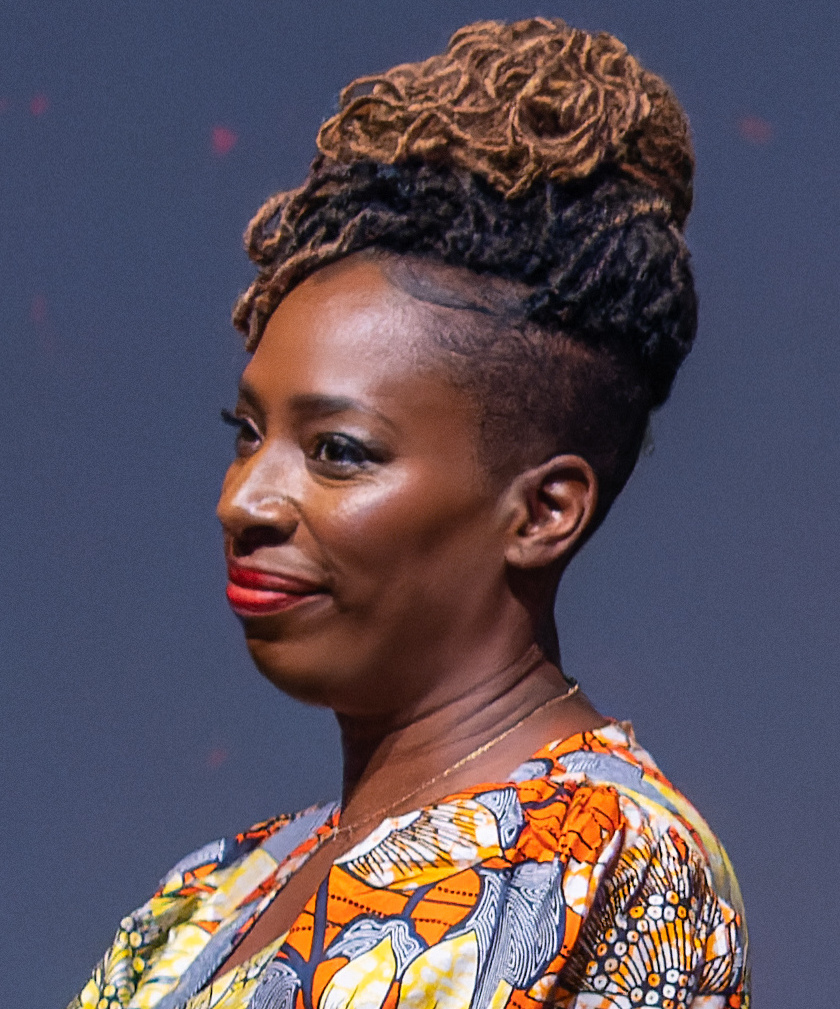
Tanya Moodie (* 1972)

- Moodie, Thomas H. (1878–1948), US-amerikanischer Politiker
- Moodie, Wesley (* 1979), südafrikanischer Tennisspieler
- Moodley, Ruché (* 2006), südafrikanischer Motorradrennfahrer
- Moods, John (* 1985), deutsch-polnischer Songwriter und Musiker
- Moody, Anne (1940–2015), US-amerikanische Schriftstellerin und Bürgerrechtsaktivistin
- Moody, Ashley (* 1975), US-amerikanische Juristin und Politikerin (Republikaner)
- Moody, Ben (* 1981), US-amerikanischer GitarristBen Moody (* 1981)

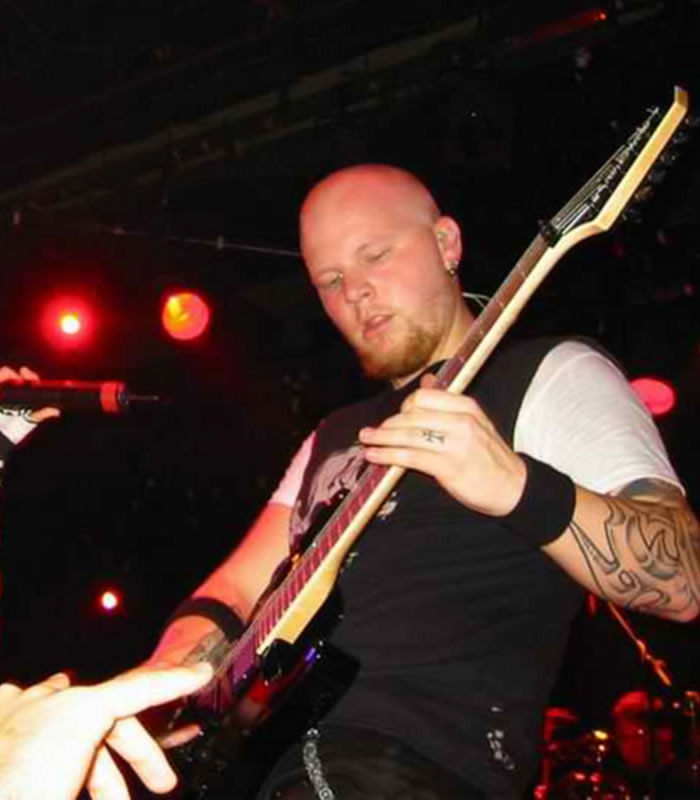
Ben Moody (* 1981)

- Moody, Bill (1941–2018), US-amerikanischer Jazz-Schlagzeuger und Krimiautor
- Moody, Blair (1902–1954), US-amerikanischer Politiker
- Moody, Bryan (* 1972), kanadischer Badmintonspieler
- Moody, Clare Miranda (* 1965), britische Politikerin (Labour Party), MdEP
- Moody, Dan (1893–1966), US-amerikanischer Politiker
- Moody, Daniel, US-amerikanischer Opernsänger (Countertenor)
- Moody, Dwight Lyman (1837–1899), US-amerikanischer Erweckungsprediger
- Moody, Elizabeth (1939–2010), neuseeländische Schauspielerin
- Moody, Gideon C. (1832–1904), US-amerikanischer Politiker (Republikanische Partei)
- Moody, Harold (1915–1986), britischer Kugelstoßer und Diskuswerfer
- Moody, Heather (* 1973), US-amerikanische Wasserballspielerin
- Moody, Ivan (1964–2024), britischer Komponist, Dirigent und Musikwissenschaftler
- Moody, Ivan (* 1980), US-amerikanischer Metal-Sänger
- Moody, James (1907–1995), irischer Stummfilm-Begleitpianist und Komponist
- Moody, James (1925–2010), US-amerikanischer Jazzmusiker
- Moody, James M. (1858–1903), US-amerikanischer Politiker
- Moody, James P. (1887–1912), 6. Offizier der TitanicJames P. Moody (1887–1912)

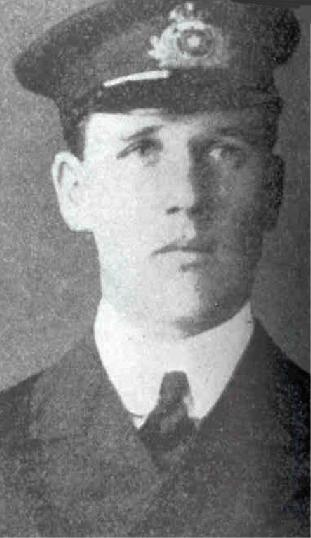
James P. Moody (1887–1912)

- Moody, Jim (1935–2019), US-amerikanischer Politiker
- Moody, Jim (* 1949), US-amerikanischer Schauspieler
- Moody, John (* 1983), neuseeländischer Badmintonspieler
- Moody, Lewis (* 1978), englischer Rugby-Union-Spieler
- Moody, Lewis Ferry (1880–1953), US-amerikanischer Maschinenbauingenieur und Professor
- Moody, Lynne (* 1950), US-amerikanische Schauspielerin
- Moody, Malcolm A. (1854–1925), US-amerikanischer Politiker
- Moody, Micky (* 1950), britischer Gitarrist
- Moody, Orville (1933–2008), US-amerikanischer Golfer
- Moody, Patricia, kanadische Badmintonspielerin
- Moody, Paul (1779–1831), US-amerikanischer Erfinder von Maschinen zur Herstellung von Textilien
- Moody, Raymond (* 1944), amerikanischer Psychiater und PhilosophRaymond Moody (* 1944)

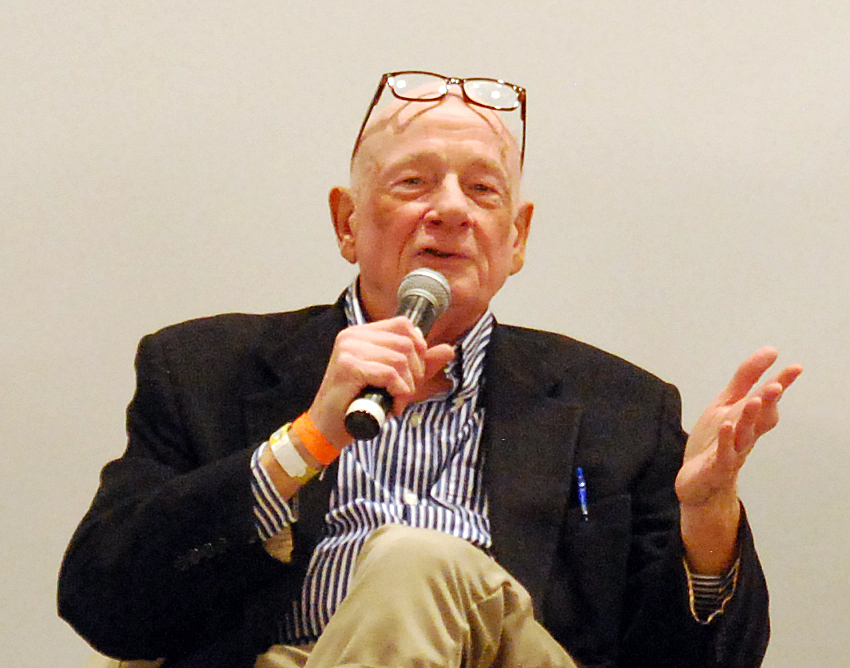
Raymond Moody (* 1944)

- Moody, Rick (* 1961), US-amerikanischer Schriftsteller
- Moody, Robert (* 1941), kanadischer Mathematiker
- Moody, Ron (1924–2015), britischer Schauspieler
- Moody, Ronald (1900–1984), jamaikanischer Bildhauer
- Moody, Stan (* 2006), englischer Snookerspieler
- Moody, Susan (* 1940), britische Schriftstellerin
- Moody, William A. (1954–2013), US-amerikanischer Wrestler
- Moody, William H. (1853–1917), US-amerikanischer Politiker und Jurist
- Moody, Zenas Ferry (1832–1917), US-amerikanischer Politiker
- Moody-Orio, Shane (* 1980), belizischer Fußballspieler
- Moodymann, US-amerikanischer DJ und Musikproduzent
- Moodysson, Lukas (* 1969), schwedischer Schriftsteller und Regisseur

### Mooe
- Mooers, Calvin (1919–1994), US-amerikanischer Informatiker

### Moog
- Moog Conspiracy (* 1981), französischer Musikproduzent, DJ und Liveact
- Moog de Medici, Michael (* 1965), deutscher Komponist, Schauspieler, Synchronsprecher und Autor
- Moog, Alfons (1915–1999), deutscher Fußballspieler
- Moog, Andy (* 1960), kanadischer Eishockeytorwart
- Moog, Christa (* 1952), deutsche Schriftstellerin
- Moog, Emil (1873–1954), deutscher Bauingenieur und Architekt
- Moog, Ernst (1891–1930), deutscher alt-katholischer Geistlicher und Theologe
- Moog, Ernst (1909–1975), deutscher Fußballspieler
- Moog, Georg (1863–1934), deutscher altkatholischer Bischof
- Moog, Hans-Jürgen (* 1932), deutscher Kommunalpolitiker in Frankfurt am Main
- Moog, Heinz (1908–1989), deutscher SchauspielerHeinz Moog (1908–1989)

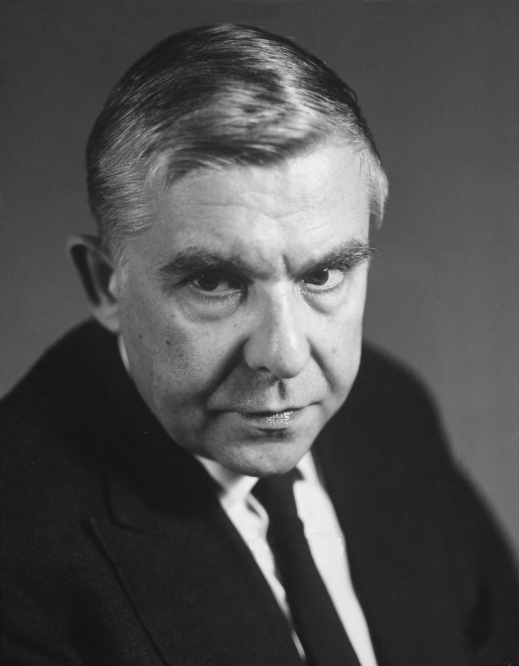
Heinz Moog (1908–1989)

- Moog, Helmut (* 1927), deutscher Pädagoge
- Moog, Hermann (1901–1974), deutscher Maler und Zeichner
- Moog, Joseph (* 1987), deutscher Pianist und Komponist
- Moog, Leonhard (1882–1962), deutscher Politiker (LDP), MdV
- Moog, Linus (* 2004), deutscher Schauspieler, Techno-DJ und Comic-Zeichner
- Moog, Philipp (* 1961), deutscher Schauspieler und SynchronsprecherPhilipp Moog (* 1961)

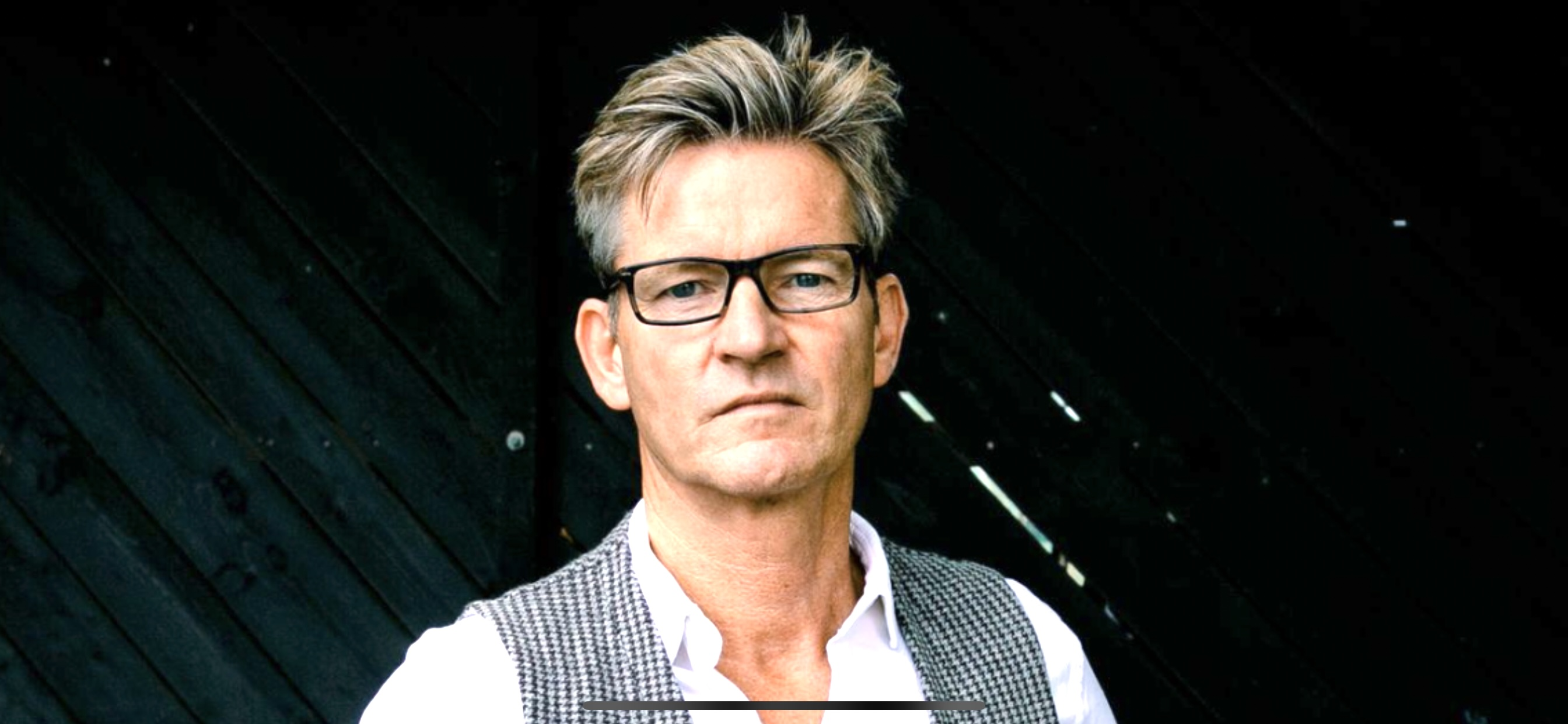
Philipp Moog (* 1961)

- Moog, Pitt (1932–2017), deutscher Maler, Grafiker und Bildhauer
- Moog, Robert (1934–2005), US-amerikanischer Ingenieur, Pionier der elektronischen Musik, Erfinder eines der ersten Synthesizer
- Moog, Willy (1888–1935), deutscher Philosoph, Altphilologe und Reformpädagoge
- Moog-Grünewald, Maria (* 1947), deutsche Romanistin und Hochschullehrerin
- Moogalian, Mark (* 1964), US-amerikanischer Dozent für Englisch an der Sorbonne und Überlebender des Anschlags im Thalys-Zug 9364 am 21. August 2015

### Mooi
- Mooi, Hing Yau (* 1985), malaysische Badmintonspielerin
- Mooij, Elisabeth († 1759), niederländische Schauspielerin
- Mooij, Hans (* 1941), niederländischer Physiker

### Mooj
- Moojen, João (1904–1985), brasilianischer Zoologe
- Mooji (* 1954), spiritueller Lehrer

### Mook
- Mook, Christian (* 1969), deutscher Gastronomieunternehmer, Redakteur, Autor und Herausgeber
- Mook, Friedrich (1844–1880), deutscher Schriftsteller, Theologe, Ägyptologe und Forschungsreisender
- Mook, Hubertus van (1894–1965), niederländischer Politiker, Minister und Gouverneur von Niederländisch-Ostindien
- Mook, Robby (* 1979), amerikanischer Wahlkampfmanager
- Mook-Jung, Inhee (* 1963), südkoreanische Neurowissenschaftlerin
- Mooken, Aprem (1940–2025), Metropolit von Indien der Apostolischen Kirche des Ostens
- Mookhey, Yukta (* 1979), indisches Model und Miss World 1999

### Mool
- Mööl, Karl (* 1992), estnischer Fußballspieler
- Moolachira, John (* 1951), indischer Geistlicher, Erzbischof von Guwahati
- Moolakkattu, Mathew (* 1953), indischer Priester, Erzbischof von Kottayam
- Mooleedhar, Michael (* 1985), trinidadischer Regisseur
- Moolenaar, Bram (1961–2023), niederländischer Informatiker und Open-Source-Entwickler
- Moolenaar, John (* 1961), US-amerikanischer Politiker der Republikanischen Partei
- Moolhuijzen, Lola (* 2004), niederländische Wasserballspielerin
- Moolman, Ashleigh (* 1985), südafrikanische RadrennfahrerinAshleigh Moolman (* 1985)

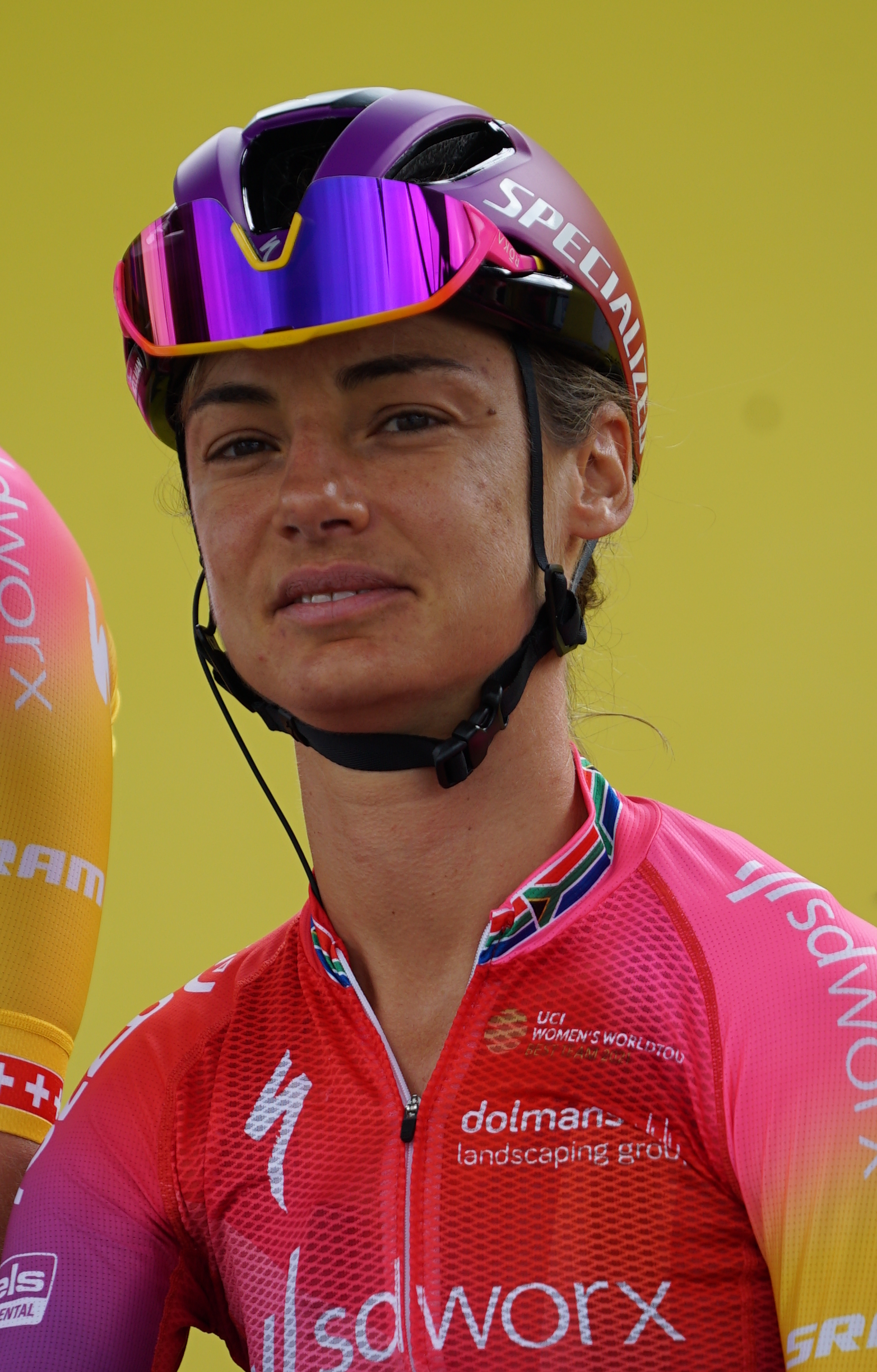
Ashleigh Moolman (* 1985)

- Moolsan, Phajol (* 1968), thailändischer Boxer

### Moon
- Moon Hee Jong, John (* 1966), südkoreanischer Geistlicher, Weihbischof in Suwon
- Moon Kim (1931–2008), US-amerikanische Sängerin aus dem Genre "Rock and Roll"
- Moon, Alan R. (* 1951), englischer SpieleautorAlan R. Moon (* 1951)

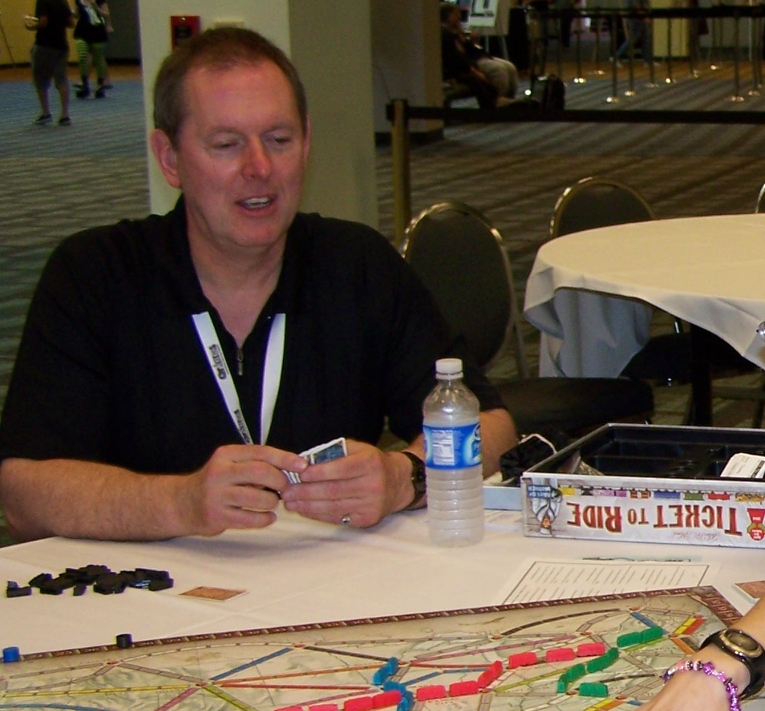
Alan R. Moon (* 1951)

- Moon, Aliona (* 1989), moldauische Popsängerin
- Moon, Ben (* 1966), britischer Sportkletterer
- Moon, Bryce (* 1986), südafrikanischer Fußballspieler
- Moon, Chae-won (* 1986), südkoreanische Schauspielerin
- Moon, Chi-sung (* 2000), südkoreanischer Fußballspieler
- Moon, Chung-hee (* 1947), südkoreanische Schriftstellerin
- Moon, Dae-sung (* 1976), südkoreanischer Taekwondoin und Politiker
- Moon, Darvin (1963–2020), US-amerikanischer Holzfäller und Pokerspieler
- Moon, Edgar (1904–1976), australischer Tennisspieler
- Moon, Elizabeth (* 1945), US-amerikanische SF- und Fantasy-Autorin
- Moon, Eui-jae (* 1975), südkoreanischer Ringer
- Moon, Geun-young (* 1987), südkoreanische Schauspielerin
- Moon, Guy (* 1962), US-amerikanischer Komponist
- Moon, Han-lim (* 1955), südkoreanischer Geistlicher, römisch-katholischer Bischof von Venado Tuerto
- Moon, Hee-sang (* 1945), südkoreanischer Politiker
- Moon, Hyung-jin (* 1979), südkoreanischer Führer einer Neuen Religiösen Bewegung, Präsident der Vereinigungskirche
- Moon, Jae-in (* 1953), südkoreanischer Politiker
- Moon, Jamario (* 1980), US-amerikanischer Basketballspieler
- Moon, Johannes Seokhoon (* 1984), südkoreanischer Opernsänger
- Moon, John A. (1855–1921), US-amerikanischer Politiker
- Moon, John W. (1836–1898), US-amerikanischer Politiker
- Moon, Katie (* 1991), US-amerikanische Stabhochspringerin
- Moon, Keith (1946–1978), britischer MusikerKeith Moon (1946–1978)

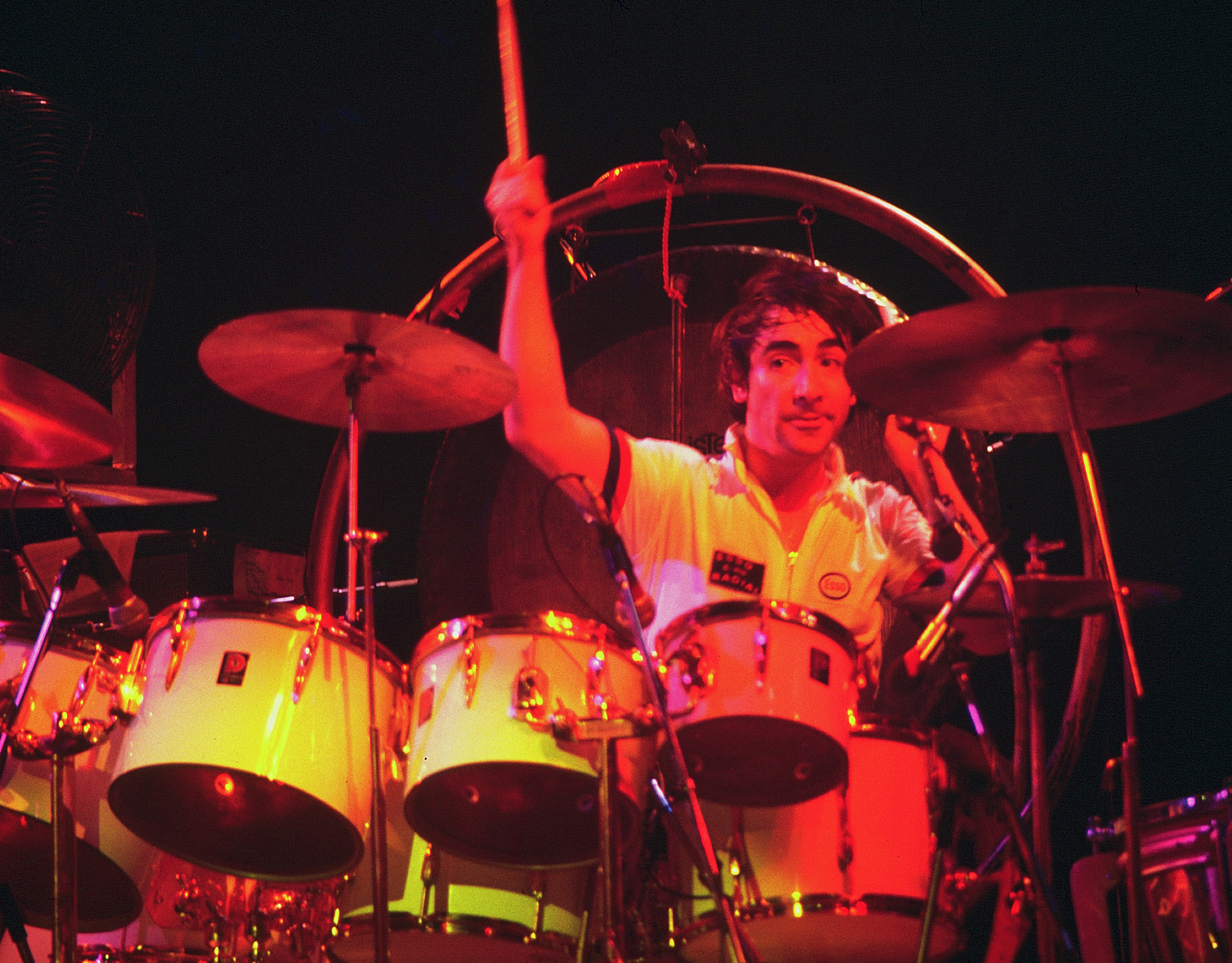
Keith Moon (1946–1978)

- Moon, Mi-ra (* 1992), südkoreanische Fußballspielerin
- Moon, Niko, Country-Sänger und Songwriter
- Moon, Philip (* 1961), US-amerikanischer Schauspieler
- Moon, Philip Burton (1907–1994), britischer Physiker
- Moon, Pius Chang-woo (* 1963), koreanischer römisch-katholischer Geistlicher, Bischof von Cheju
- Moon, Reuben O. (1847–1919), US-amerikanischer Politiker
- Moon, Robert Charles (1844–1914), Augenarzt
- Moon, Sandra, US-amerikanische Opern-, Lied- und Oratoriensängerin (Sopran)
- Moon, Sarah (* 1941), französisches Mannequin, Fotografin und Filmemacherin
- Moon, Seon-min (* 1992), koreanischer Fußballspieler
- Moon, So-ri (* 1974), südkoreanische Schauspielerin
- Moon, Soon-ho (* 1981), südkoreanischer Fußballspieler
- Moon, Sun Myung (1920–2012), südkoreanischer Gründer und Oberhaupt der VereinigungskircheSun Myung Moon (1920–2012)

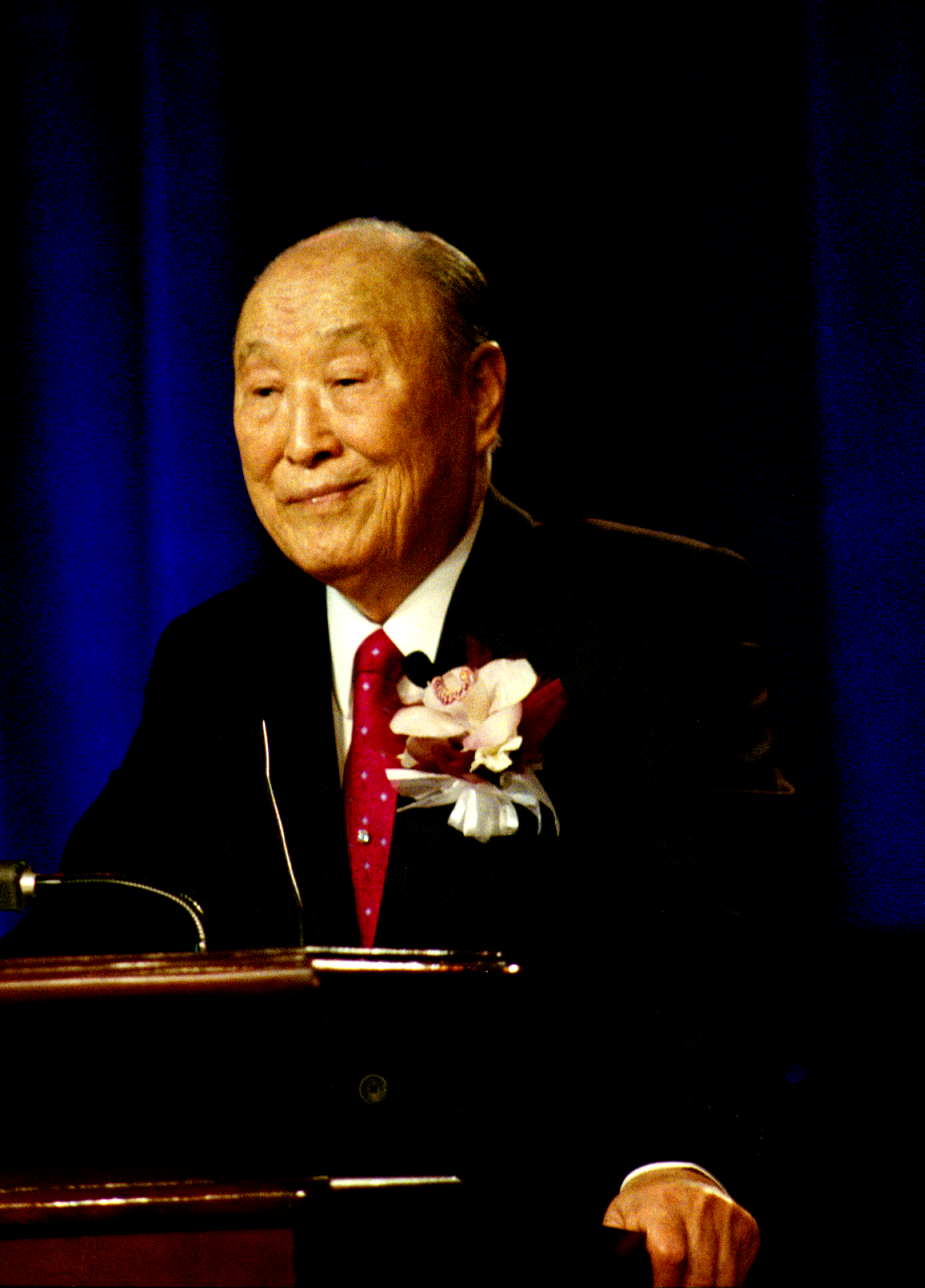
Sun Myung Moon (1920–2012)

- Moon, Sung-kil (* 1963), südkoreanischer Boxer, Olympiasieger
- Moon, Sung-min (* 1986), koreanischer Volleyballspieler
- Moon, Taejun (* 1970), südkoreanischer Lyriker
- Moon, Thomas (1908–1986), US-amerikanischer Eishockeyspieler
- Moon, Tom (* 1960), US-amerikanischer Jazzmusiker und Autor
- Moon, Vincent, französischer Regisseur von Musikvideos und Dokumentarfilmen
- Moon, Warren (* 1956), US-amerikanischer American-Football-Spieler und Canadian-Football-Spieler
- Moon, William (1818–1894), Entwickler der Blindenschrift Moonalphabet
- Moon, Willy (* 1989), neuseeländischer Musiker
- Moon, Ye-won (* 1991), südkoreanische Schauspielerin
- Moon, Zoë Malia (* 2003), deutsche Kinderdarstellerin im Fernsehen
- Moonbin (1998–2023), südkoreanischer Sänger und Tänzer
- Moonbooter (* 1971), deutscher Musiker, Komponist und Produzent
- Moonbyul (* 1992), südkoreanische Sängerin, Rapperin, Songwriterin des K-Pop und Hörfunkmoderatorin
- Moondoc, Jemeel (1946–2021), amerikanischer Jazzmusiker
- Moondog (1916–1999), US-amerikanischer Komponist
- Moondyne Joe († 1900), australischer Bushranger
- Moone, Sophie (* 1981), ungarisches Fotomodell und ehemalige Pornodarstellerin
- Moonear, Sonja (* 1978), Schweizer DJ und Musikproduzentin
- Moonen, Puck (* 1996), niederländische RadrennfahrerinPuck Moonen (* 1996)

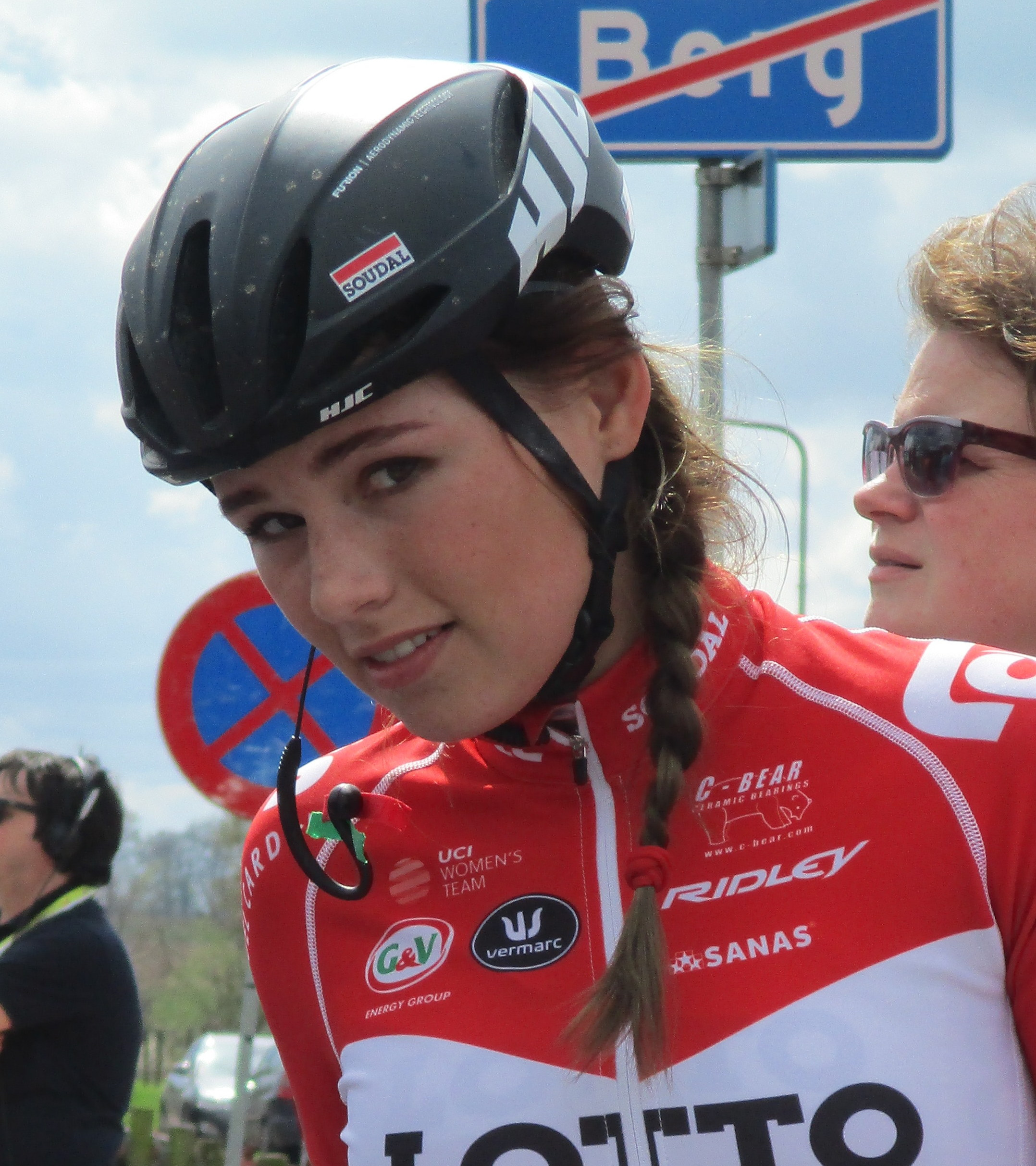
Puck Moonen (* 1996)

- Mooney, Alex (* 1971), US-amerikanischer Politiker
- Mooney, Art (1911–1993), US-amerikanischer Sänger und Bigband-Leader
- Mooney, Beth (* 1994), australische Cricketspielerin
- Mooney, Blanca (1940–1991), argentinische Tangosängerin
- Mooney, Brooke (* 1996), US-amerikanische Ruderin
- Mooney, Charles (* 1951), US-amerikanischer Boxer und Olympiateilnehmer
- Mooney, Charles A. (1879–1931), US-amerikanischer Politiker (Demokratische Partei)
- Mooney, Chris, US-amerikanischer Thriller-Autor
- Mooney, Darnell (* 1997), US-amerikanischer Footballspieler
- Mooney, Debra (* 1947), US-amerikanische Schauspielerin
- Mooney, Edward Aloysius (1882–1958), US-amerikanischer Geistlicher, Erzbischof von Detroit und Kardinal der römisch-katholischen Kirche
- Mooney, Edward Ludlow (1813–1887), amerikanischer Porträtmaler
- Mooney, Evan (* 2007), schottischer Fußballspieler
- Mooney, Hal (1911–1995), amerikanischer Komponist, Orchesterleiter und Arrangeur
- Mooney, Hilary (* 1962), irische römisch-katholische Theologin und Hochschullehrerin
- Mooney, James (1861–1921), amerikanischer Anthropologe
- Mooney, Jim (1919–2008), US-amerikanischer Comiczeichner
- Mooney, Jim (1934–2015), US-amerikanischer Jazztrompeter und Toningenieur
- Mooney, Joe (1911–1975), US-amerikanischer Pianist, Arrangeur, Akkordeonspieler, Organist und Sänger des Swing
- Mooney, John J. (1930–2020), US-amerikanischer Chemie-Ingenieur und Erfinder
- Mooney, Malcolm, afro-amerikanischer Musiker und bildender Künstler
- Mooney, Mary (* 1958), irische Politikerin
- Mooney, Michael (1930–1985), US-amerikanischer Segler und Schriftsteller
- Mooney, Nate (* 1972), US-amerikanischer Schauspieler
- Mooney, Pat (* 1947), kanadischer Entwicklungshelfer und Technikkritiker
- Mooney, Patrick (1903–1989), irischer Politiker
- Mooney, Paul (1941–2021), US-amerikanischer Schauspieler, Autor und ComedianPaul Mooney (1941–2021)
- Mooney, Rose, irische Harfenistin

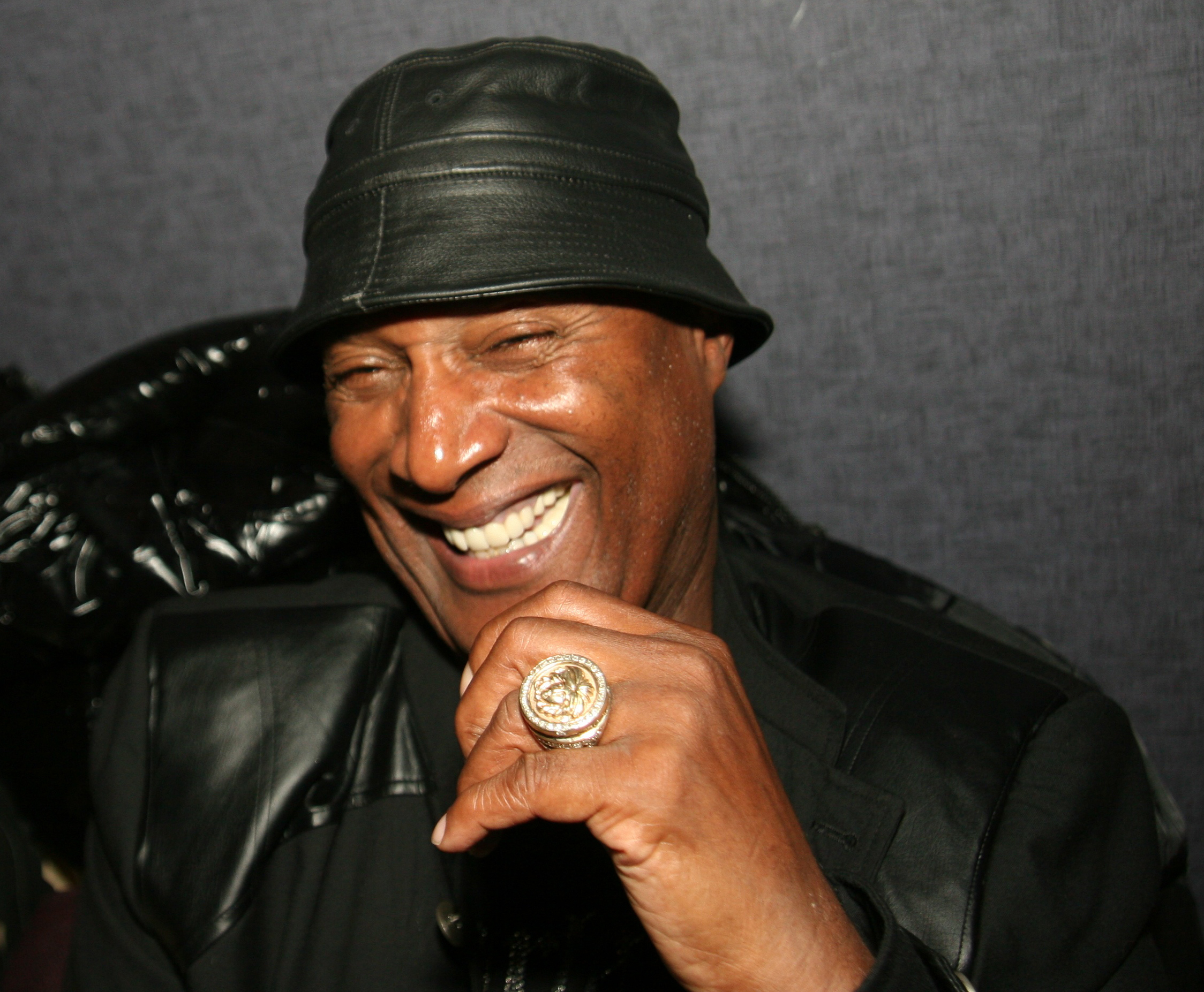
Paul Mooney (1941–2021)

- Mooney, Stella (* 1947), deutsche Schauspielerin
- Mooney, Thomas (1882–1942), US-amerikanischer Arbeiteraktivist in San Francisco, der in die Bombenanschläge beim „Preparedness Day“ 1916 verwickelt war
- Mooney, William C. (1855–1918), US-amerikanischer Politiker
- Mooney-Slater, Rose (1902–1981), US-amerikanische Physikerin und Hochschullehrerin
- Mooneyham, Gene (1930–2006), US-amerikanischer Dragster-Rennfahrer und Techniker
- Mooneyham, Walter Stanley (1926–1991), US-amerikanischer Manager für Billy Graham, World Vision United States und World Vision International
- Moonie, Lewis, Baron Moonie (* 1947), britischer Politiker (Labour), Mitglied des House of Commons, Arzt und Manager
- Moonjean, Hank (1930–2012), US-amerikanischer Filmproduzent
- Moonlight, Thomas (1833–1899), US-amerikanischer Politiker
- Moons, Théo (1890–1962), belgischer Karambolagespieler und mehrfacher Welt- und Europameister
- Moonshine Kate (1909–1992), US-amerikanische Country-Musikerin
- Moonves, Leslie (* 1949), US-amerikanischer MedienmanagerLeslie Moonves (* 1949)

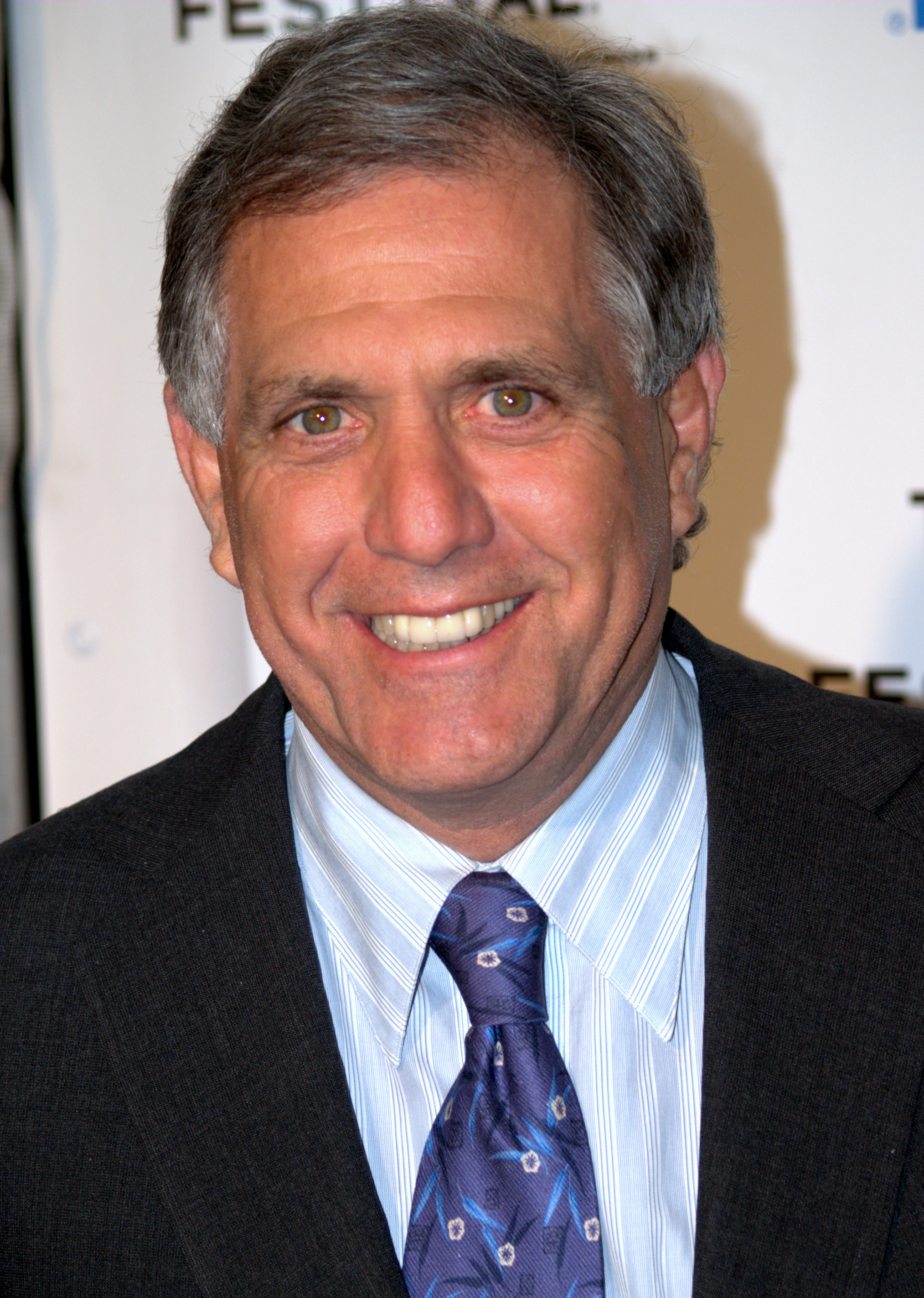
Leslie Moonves (* 1949)

- Moony (* 1980), italienische Musikerin

### Moor
- Moor Mother (* 1976), amerikanische Dichterin, Musikerin und Aktivistin
- Moor, Andy (* 1962), englischer Punkgitarrist
- Moor, Andy (* 1980), britischer Trance-DJ und -Produzent
- Moor, Bernhardinus de (1709–1780), niederländischer reformierter Theologe
- Moor, Carel de (1655–1738), niederländischer Porträtmaler
- Moor, Carl Vital (1852–1932), Schweizer Journalist, sozialdemokratischer Politiker und Geheimagent
- Moor, D. (1883–1946), russisch-sowjetischer Grafiker
- Moór, Emánuel (1863–1931), ungarischer Komponist, Pianist und Erfinder
- Moor, Emmy (1900–1979), Schweizer Journalistin, Gerichtsberichterstatterin
- Moor, Felix (1903–1955), estnischer Hörfunkpionier
- Moor, George Raymond Dallas (1896–1918), britischer Offizier
- Moor, Hans J. (1933–2009), Schweizer Zellbiologe
- Moor, Henrik (1876–1940), österreichischer Maler
- Moor, Jean Henri de († 1722), hugenottischer Unternehmer
- Moor, Justus (* 1987), deutscher Politiker (SPD), MdL
- Moor, Karl (1904–1991), Schweizer Maler
- Moor, Lova (* 1946), französische Tänzerin und Sängerin
- Moor, Marente de (* 1972), niederländische Slawistin, Journalistin und Schriftstellerin
- Moor, Margriet de (* 1941), niederländische SchriftstellerinMargriet de Moor (* 1941)

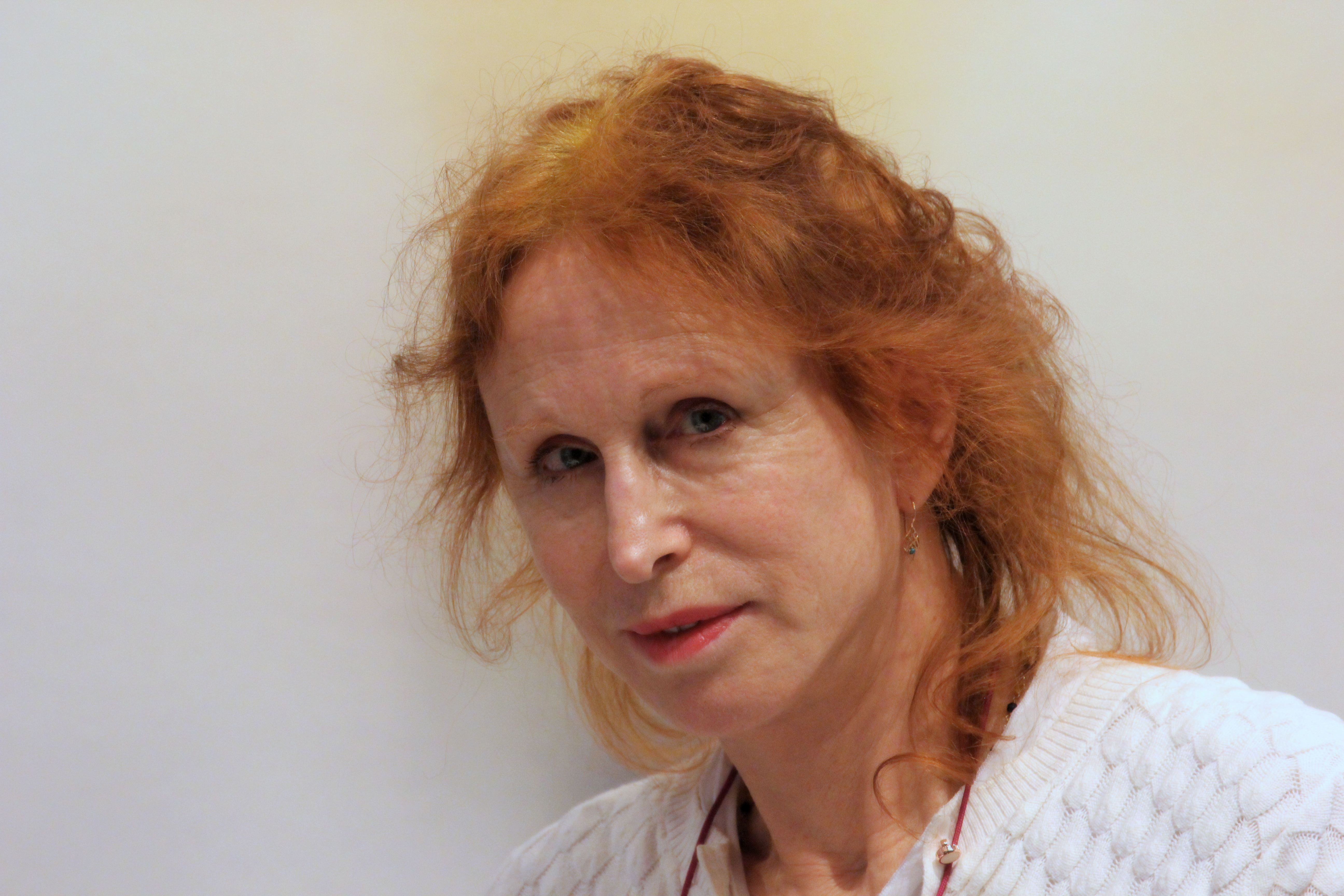
Margriet de Moor (* 1941)

- Moór, Mariann (* 1943), ungarische Schauspielerin
- Moor, Max (1911–1988), Schweizer Botaniker und Pionier der Schweizer Pflanzensoziologie
- Moor, Max (* 1958), Schweizer Fernsehmoderator und SchauspielerMax Moor (* 1958)

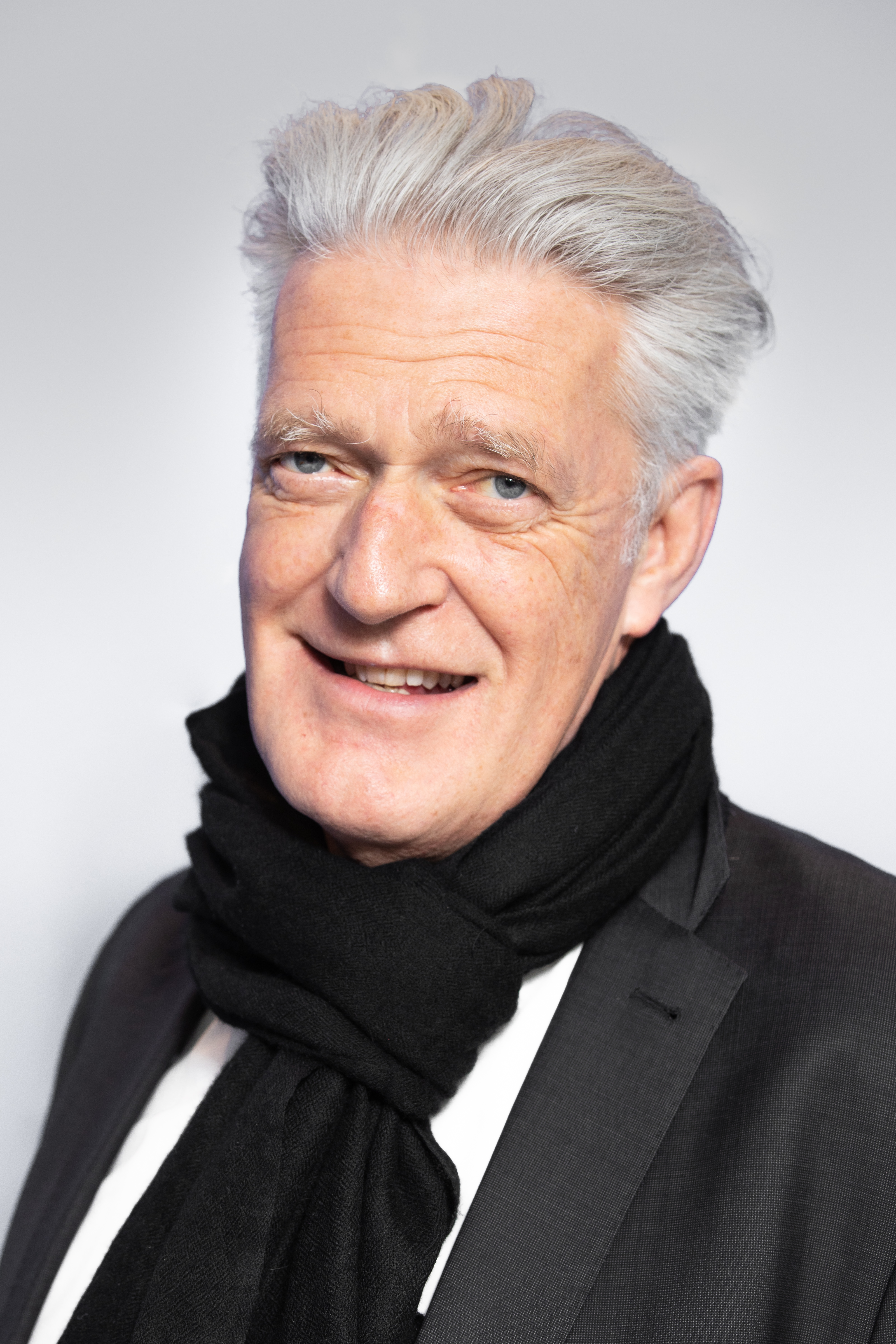
Max Moor (* 1958)

- Moor, Paul (1899–1977), Schweizer Pädagoge
- Moor, Paul (1924–2010), US-amerikanisch-deutscher Journalist und Musikkritiker
- Moor, Terry (* 1952), US-amerikanischer Tennisspieler
- Moor, Vincent de (* 1973), niederländischer DJ und Produzent
- Moor, Walter Hermann (1895–1984), Schweizer Architekt, Maler und Grafiker
- Moor, Wyman Bradbury Seavy (1811–1869), US-amerikanischer Politiker

#### Moora
- Mooradian, George, US-amerikanischer Kameramann

#### Moorb
- Moorby, Phil (1953–2022), britischer Techniker und Informatiker

#### Moorc
- Moorcock, Michael (* 1939), britischer Science-Fiction- und Fantasyautor
- Moorcroft, David (* 1953), britischer Mittel- und Langstreckenläufer
- Moorcroft, Judy (1933–1991), britische Kostümbildnerin

#### Moore

##### Moore L
- Moore Lappé, Frances (* 1944), US-amerikanische Aktivistin gegen Welthunger, Trägerin des Alternativen Nobelpreises

##### Moore, A – Moore, Z

###### Moore, A
- Moore, A. Harry (1879–1952), US-amerikanischer Politiker
- Moore, Aaliyah, guyanische Mittelstreckenläuferin
- Moore, Adolphus Warburton (1841–1887), britischer Beamter und Bergsteiger
- Moore, Adrian (* 1996), deutscher Schauspieler
- Moore, Adrienne C. (* 1980), US-amerikanische Schauspielerin
- Moore, Alan (* 1953), britischer Roman- und ComicautorAlan Moore (* 1953)

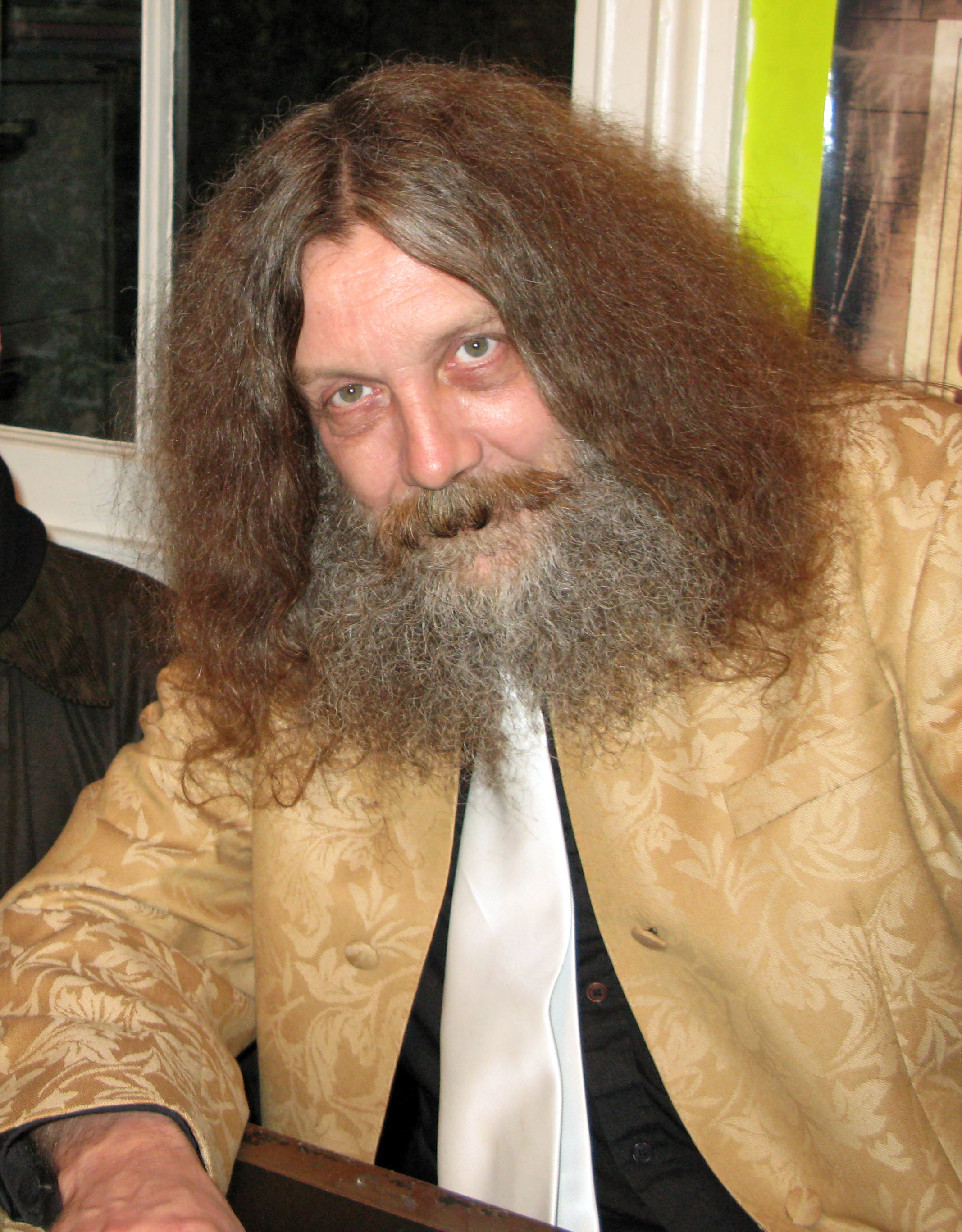
Alan Moore (* 1953)

- Moore, Albert Joseph (1841–1893), englischer Maler
- Moore, Alex (1899–1989), US-amerikanischer Keyboardspieler des Texas Blues
- Moore, Alex (1901–1991), britischer Tanzlehrer
- Moore, Alfred (1755–1810), US-amerikanischer Jurist und Politiker
- Moore, Alison (* 1971), britische Schriftstellerin
- Moore, Allan (* 1964), schottischer Fußballspieler und Trainer
- Moore, Allen F. (1869–1945), US-amerikanischer Politiker
- Moore, Alvy (1921–1997), US-amerikanischer Schauspieler
- Moore, Andrew (1752–1821), US-amerikanischer Politiker
- Moore, Andrew (* 1957), US-amerikanischer Fotograf
- Moore, Andrew B. (1807–1873), US-amerikanischer Politiker, 16. Gouverneur von Alabama
- Moore, Angel Laketa (* 1980), US-amerikanische Schauspielerin
- Moore, Ann S. (* 1950), US-amerikanische Medienmanagerin
- Moore, Anne Elizabeth, US-amerikanische Autorin, Herausgeberin und Künstlerin
- Moore, Annie (1874–1924), irische Emigrantin
- Moore, Anthony (* 1948), britischer Experimentalmusiker, Komponist und Produzent
- Moore, Antonio (* 1971), US-amerikanischer American-Football-Spieler
- Moore, Arch A. (1923–2015), US-amerikanischer Politiker
- Moore, Archie († 1998), US-amerikanischer BoxerArchie Moore († 1998)

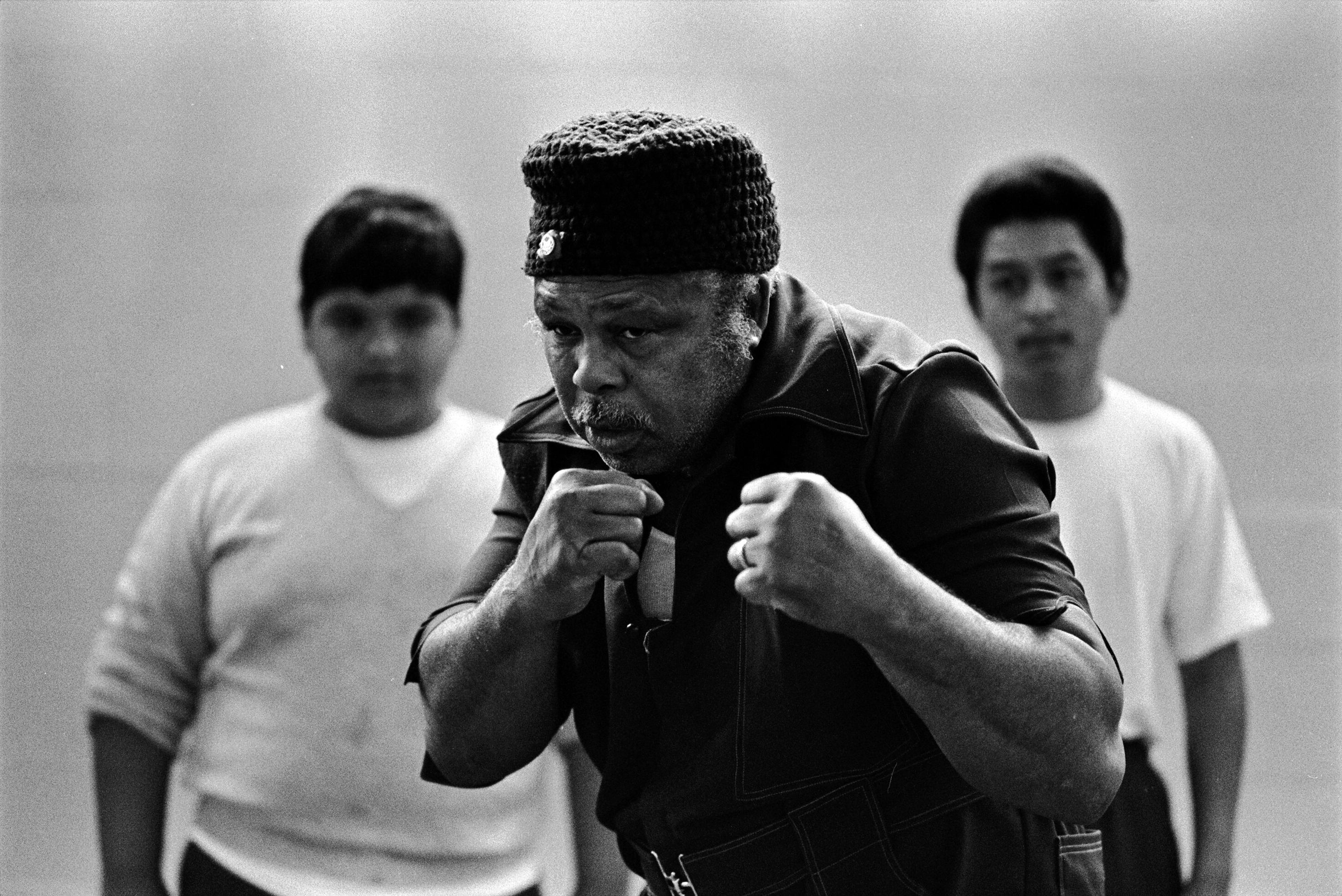
Archie Moore († 1998)

- Moore, Ashanti (* 2000), jamaikanische Sprinterin
- Moore, Ashleigh Aston (1981–2007), kanadische Schauspielerin
- Moore, Aston (* 1956), britischer Dreispringer

###### Moore, B
- Moore, Barbara (1932–2021), britische Jazzmusikerin (Gesang, Arrangement, Komposition)
- Moore, Barrington Jr. (1913–2005), US-amerikanischer Soziologe und Historiker
- Moore, Barry (* 1966), US-amerikanischer Politiker
- Moore, Ben (* 1966), englischer Astrophysiker
- Moore, Betty (* 1934), britische Hürdenläuferin und Sprinterin australischer Herkunft
- Moore, Billy (1917–1989), US-amerikanischer Jazzpianist und Arrangeur
- Moore, Blake (* 1980), US-amerikanischer Politiker der Republikanischen Partei
- Moore, Bob (1932–2021), US-amerikanischer Studiomusiker, Orchester-Leiter und Bassist
- Moore, Bobby (1941–1993), englischer Fußballspieler und -trainerBobby Moore (1941–1993)

Bobby Moore (1941–1993)

- Moore, Brendan (* 1972), englischer Snookerschiedsrichter
- Moore, Brew (1924–1973), US-amerikanischer Jazz-Saxophonist
- Moore, Brian (1921–1999), irisch-kanadischer Schriftsteller und Drehbuchautor
- Moore, Bryant (1894–1951), US-amerikanischer Militär, General der US Army
- Moore, Butch (1938–2001), irischer Sänger
- Moore, Byrd (1889–1949), US-amerikanischer Old-Time-Musiker

###### Moore, C
- Moore, C. Ellis (1884–1941), US-amerikanischer Politiker
- Moore, Caleb (1987–2013), US-amerikanischer Quad- und Schneemobilfahrer
- Moore, Callum (* 2000), schottischer Fußballspieler
- Moore, Calvin (1936–2023), US-amerikanischer Mathematiker
- Moore, Carissa (* 1992), US-amerikanische Surferin und vierfache WSL-Weltmeisterin im Surfen
- Moore, Carmen (* 1972), kanadische Schauspielerin
- Moore, Catherine L. (1911–1987), US-amerikanische Science-Fiction- und Fantasy-Autorin
- Moore, Cecil (* 1929), guyanischer Gewichtheber
- Moore, Charles (1929–2020), US-amerikanischer Hürdenläufer und Olympiasieger
- Moore, Charles († 2014), US-amerikanischer Jazztrompeter
- Moore, Charles Brainard Taylor (1853–1923), US-amerikanischer Marineoffizier
- Moore, Charles C. (1866–1958), US-amerikanischer Politiker
- Moore, Charles Chilton (1837–1906), US-amerikanischer Bürgerrechtler und Herausgeber
- Moore, Charles H. (* 1938), US-amerikanischer Informatiker, Erfinder der Programmiersprache Forth
- Moore, Charles S. (1857–1915), US-amerikanischer Geschäftsmann, Jurist und Politiker (Republikanische Partei)
- Moore, Charles W. Jr. (* 1946), US-amerikanischer Offizier, Vizeadmiral der US Navy
- Moore, Charles Willard (1925–1993), US-amerikanischer Architekt
- Moore, Chris, US-amerikanischer Filmproduzent und Filmregisseur
- Moore, Christina (* 1973), US-amerikanische SchauspielerinChristina Moore (* 1973)

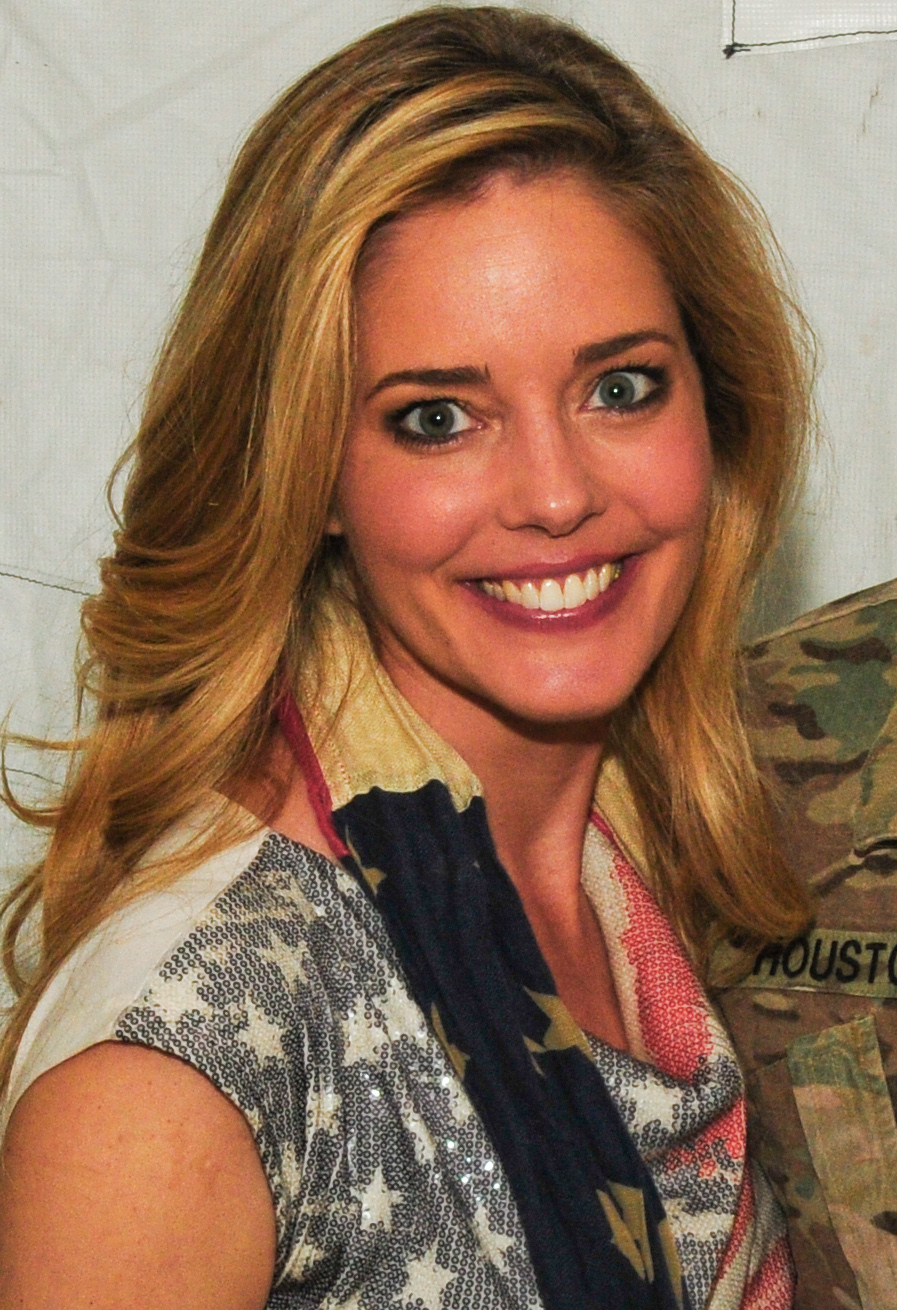
Christina Moore (* 1973)

- Moore, Christine, US-amerikanische Regisseurin
- Moore, Christopher (* 1957), US-amerikanischer Roman-Schriftsteller
- Moore, Christopher (* 1981), US-amerikanischer Philosophiehistoriker
- Moore, Christopher G. (* 1952), kanadischer Krimi-Schriftsteller
- Moore, Christy (* 1945), irischer Sänger, Musiker und Songschreiber
- Moore, Clarence Cecil (1904–1979), amerikanischer HF-Ingenieur, Erfinder und Unternehmer
- Moore, Clarence Lemuel Elisha (1876–1931), US-amerikanischer Mathematiker
- Moore, Claude (1875–1928), britischer Generalmajor
- Moore, Claude Thomas Stanfield (1853–1901), englischer Maler, Zeichner und Aquarellist
- Moore, Clayton (1914–1999), US-amerikanischer Schauspieler
- Moore, Cleo (1929–1973), amerikanische Filmschauspielerin und Pin-up-Girl
- Moore, Clifford Herschel (1866–1931), US-amerikanischer Klassischer Philologe und Religionswissenschaftler
- Moore, Colleen (1900–1988), US-amerikanische SchauspielerinColleen Moore (1900–1988)

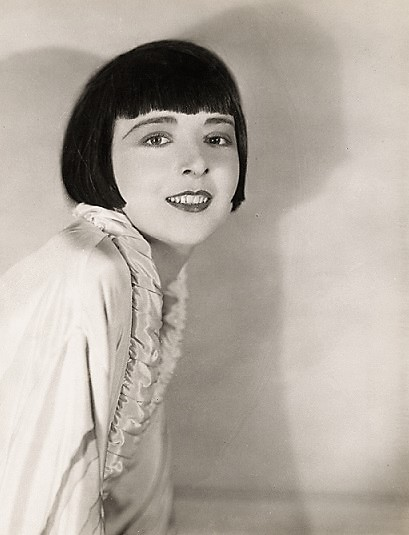
Colleen Moore (1900–1988)

- Moore, Colten (* 1989), US-amerikanischer Quad- und Schneemobilfahrer
- Moore, Constance (1921–2005), US-amerikanische Schauspielerin
- Moore, Consuella (* 1981), US-amerikanische Sprinterin
- Moore, Craig (* 1975), australischer Fußballspieler
- Moore, Craig (* 2005), schottischer Fußballspieler

###### Moore, D
- Moore, D. J. (* 1997), US-amerikanischer American-Football-Spieler
- Moore, Dan K. (1906–1986), US-amerikanischer Jurist und Politiker
- Moore, Daniel McFarlan (1869–1936), US-amerikanischer Elektroingenieur
- Moore, Davey (1933–1963), US-amerikanischer Weltmeister im Boxen
- Moore, Davey (1959–1988), US-amerikanischer Boxer und Weltmeister der WBA im Halbmittelgewicht
- Moore, David (* 1968), US-amerikanischer Eishockeyspieler
- Moore, David W. (* 1968), US-amerikanischer Musikpädagoge und Komponist
- Moore, Debby (1925–2017), US-amerikanische Jazzsängerin
- Moore, Deborah (* 1963), britische Schauspielerin
- Moore, Deborah Dash (* 1946), US-amerikanische Historikerin
- Moore, Del (1916–1970), US-amerikanischer Schauspieler und Komiker
- Moore, Demi (* 1962), US-amerikanische SchauspielerinDemi Moore (* 1962)

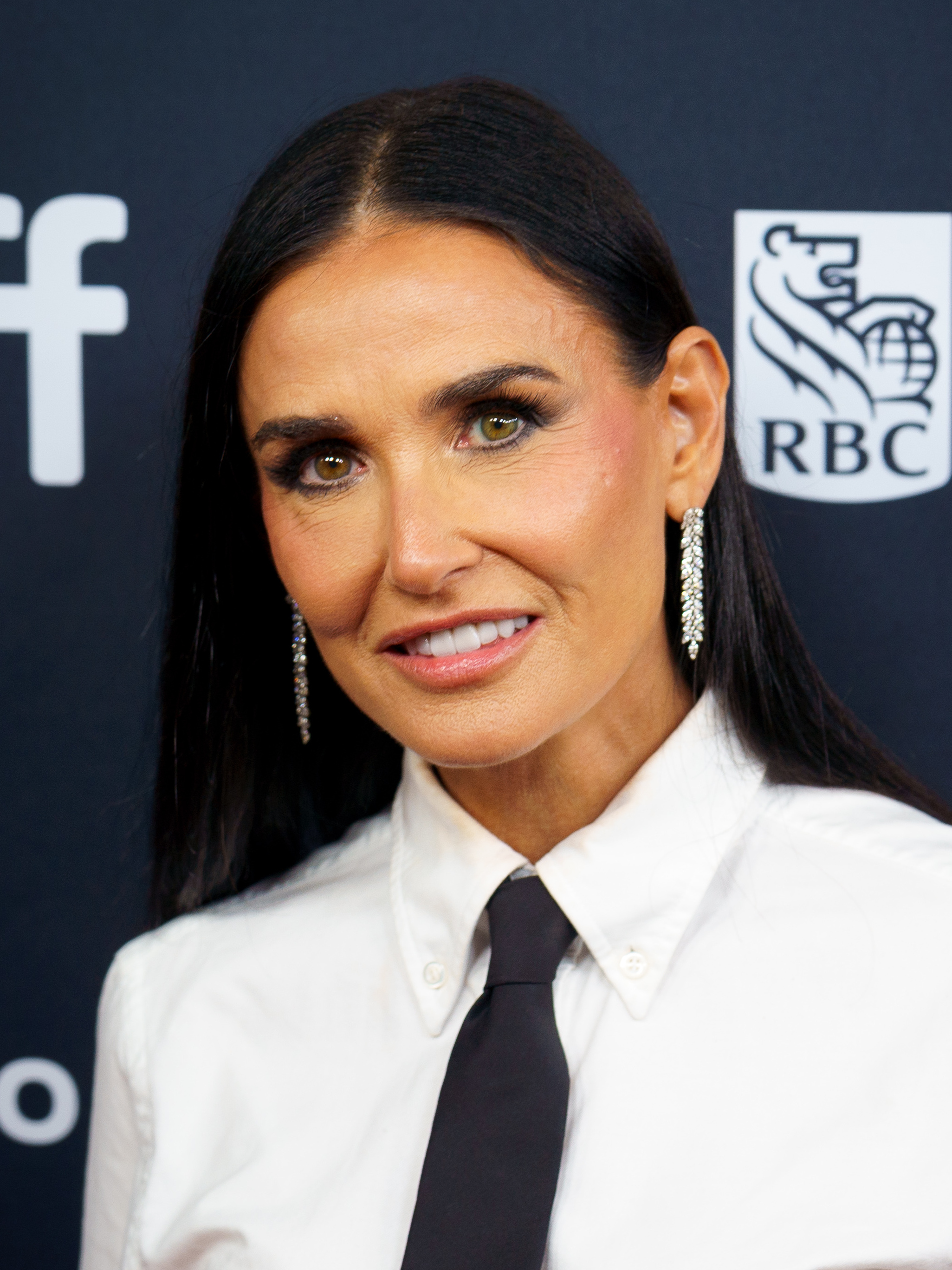
Demi Moore (* 1962)

- Moore, Dennie (1902–1978), US-amerikanische Schauspielerin
- Moore, Dennis (1945–2021), US-amerikanischer Politiker
- Moore, Derek W. (1931–2008), britischer Mathematiker
- Moore, Desmond Charles (1926–2020), australischer Ordensgeistlicher und römisch-katholischer Bischof von Alotau-Sideia
- Moore, Dickie (1925–2015), US-amerikanischer Kinderdarsteller
- Moore, Dickie (1931–2015), kanadischer Eishockeyspieler
- Moore, Dominic (* 1980), kanadischer Eishockeyspieler
- Moore, Don (1938–2025), US-amerikanischer Jazzmusiker
- Moore, Dorenda, Stuntkoordinatorin, Stuntfrau und Schauspielerin
- Moore, Dorothy (* 1946), amerikanische Pop-, R&B- und Soulsängerin
- Moore, Douglas (1893–1969), US-amerikanischer Komponist
- Moore, Doxie (1911–1986), US-amerikanischer Basketballtrainer
- Moore, Dudley (1935–2002), britischer Schauspieler und KomikerDudley Moore (1935–2002)

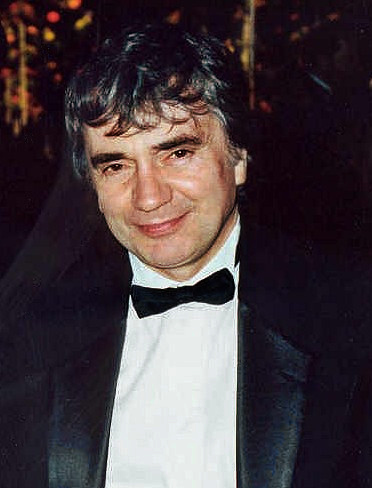
Dudley Moore (1935–2002)

###### Moore, E
- Moore, Eddie (1940–1990), amerikanischer Jazzmusiker (Schlagzeug)
- Moore, Edward (1712–1757), englischer Dramatiker und Schriftsteller
- Moore, Edward (1835–1916), britischer Altphilologe, Romanist und Italianist, Spezialist von Dante Alighieri
- Moore, Edward (1897–1968), US-amerikanischer Ruderer und Militär
- Moore, Edward F. (1925–2003), US-amerikanischer Informatiker und Mathematiker
- Moore, Edward H. (1871–1950), US-amerikanischer Politiker
- Moore, Eliakim H. (1812–1900), US-amerikanischer Politiker
- Moore, Eliakim Hastings (1862–1932), US-amerikanischer Mathematiker
- Moore, Elijah (* 2000), US-amerikanischer American-Football-Spieler
- Moore, Elisabeth (1876–1959), US-amerikanische Tennisspielerin
- Moore, Elke aus dem (* 1965), deutsche Kunsthistorikerin und Kuratorin
- Moore, Ely (1798–1860), US-amerikanischer Politiker
- Moore, Emerson John (1938–1995), US-amerikanischer römisch-katholischer Geistlicher, Weihbischof in New York
- Moore, Emmeline (1872–1963), amerikanische Biologin und Hochschullehrerin
- Moore, Eoin (* 1968), deutscher Filmregisseur irischer Abstammung
- Moore, Erica (* 1988), US-amerikanische Leichtathletin
- Moore, Ernest Robert (1868–1957), US-amerikanischer Politiker
- Moore, Esther (1857–1934), britische Bildhauerin
- Moore, E’Twaun (* 1989), US-amerikanischer Basketballspieler

###### Moore, F
- Moore, Francis (1900–1976), kanadischer Eishockeytorwart, -schiedsrichter und -funktionär
- Moore, Francis Daniels (1913–2001), US-amerikanischer Chirurg
- Moore, Frank (1851–1926), britischer Sportschütze
- Moore, Frank Charles (1896–1978), US-amerikanischer Politiker
- Moore, Frank Frankfort (1855–1931), irischer Journalist und Schriftsteller
- Moore, Frank R. (* 1946), kanadischer Schauspieler
- Moore, Fred (1911–1952), US-amerikanischer Trickfilmzeichner
- Moore, Freddie (1900–1992), US-amerikanischer Jazzmusiker

###### Moore, G
- Moore, Gabriel (1785–1845), US-amerikanischer Politiker
- Moore, Gareth (* 1975), kanadischer Installationskünstler
- Moore, Gary (1952–2011), britischer BluesrockmusikerGary Moore (1952–2011)

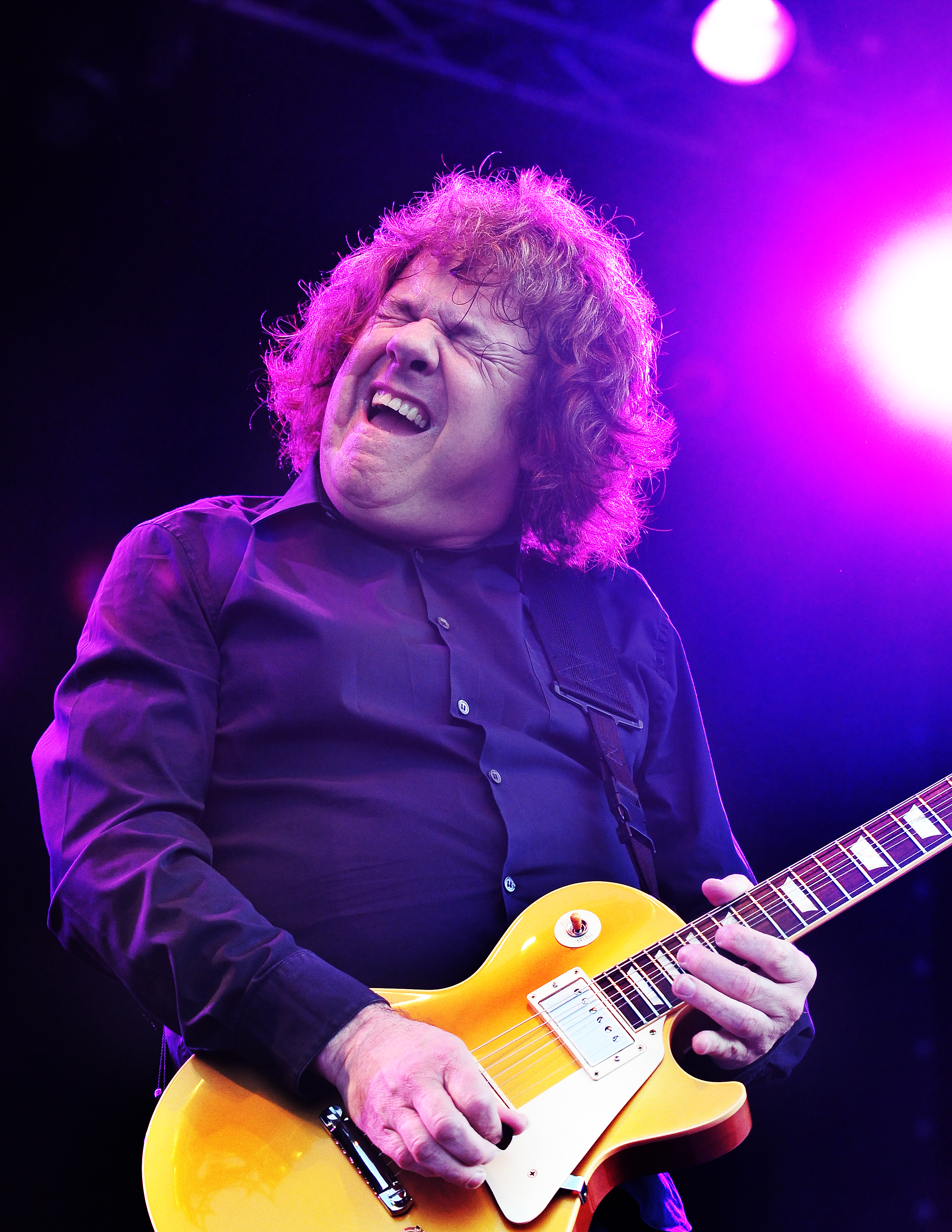
Gary Moore (1952–2011)

- Moore, Geoffrey (* 1966), britischer Gastronom, Schauspieler und Filmproduzent
- Moore, George (1852–1933), irischer Schriftsteller
- Moore, George (1918–2014), US-amerikanischer Armeeoffizier und Pentathlet
- Moore, George Edward (1873–1958), englischer PhilosophGeorge Edward Moore (1873–1958)

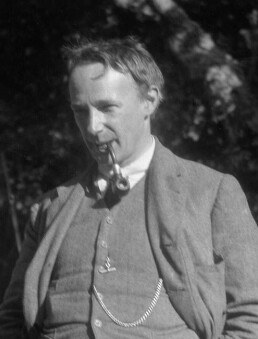
George Edward Moore (1873–1958)

- Moore, George F. (1861–1938), US-amerikanischer Politiker
- Moore, George F. (1887–1949), US-amerikanischer Offizier, Generalmajor der US-Army
- Moore, George Foot (1851–1931), US-amerikanischer Theologe, Religionshistoriker und Judaist
- Moore, Gerald (1899–1987), englischer Pianist und Liedbegleiter
- Moore, Gerry (1903–1993), britischer Jazz- und Unterhaltungsmusiker (Piano)
- Moore, Glen (* 1941), US-amerikanischer Jazz-Bassist
- Moore, Gordon (1929–2023), US-amerikanischer Unternehmer, Mitbegründer der Firma Intel
- Moore, Grace (1898–1947), US-amerikanische Opernsängerin (Sopran) und Schauspielerin der 1930er Jahre
- Moore, Graham (* 1981), US-amerikanischer Drehbuchautor und Schriftsteller
- Moore, Greg (1975–1999), kanadischer Rennfahrer
- Moore, Greg (* 1984), US-amerikanischer Eishockeyspieler und -trainer
- Moore, Gregory W. (* 1961), US-amerikanischer theoretischer und mathematischer Physiker
- Moore, Gwen (* 1951), US-amerikanische Politikerin

###### Moore, H
- Moore, Harold Emery (1917–1980), US-amerikanischer Botaniker
- Moore, Harold G. (1922–2017), US-amerikanischer Generalleutnant
- Moore, Harry M. (1895–1942), US-amerikanischer Offizier und Politiker
- Moore, Heman A. (1809–1844), US-amerikanischer Politiker
- Moore, Henrietta (* 1957), englische Sozialanthropologin
- Moore, Henry (1713–1769), Gouverneur der britischen Kolonien New York und Jamaika
- Moore, Henry (1831–1895), englischer Landschafts- und Marinemaler
- Moore, Henry (1898–1986), englischer Bildhauer und Zeichner
- Moore, Henry Dunning (1817–1887), US-amerikanischer Politiker
- Moore, Henson (* 1939), US-amerikanischer Politiker
- Moore, Hilmar (1920–2012), US-amerikanischer Landwirt und der am längsten amtierende Bürgermeister der Vereinigten Staaten
- Moore, Horace Ladd (1837–1914), US-amerikanischer Politiker

###### Moore, I
- Moore, Ian (* 1938), irischer Radrennfahrer
- Moore, Indya (* 1995), US-amerikanisches Model und auch schauspielerisch tätigIndya Moore (* 1995)

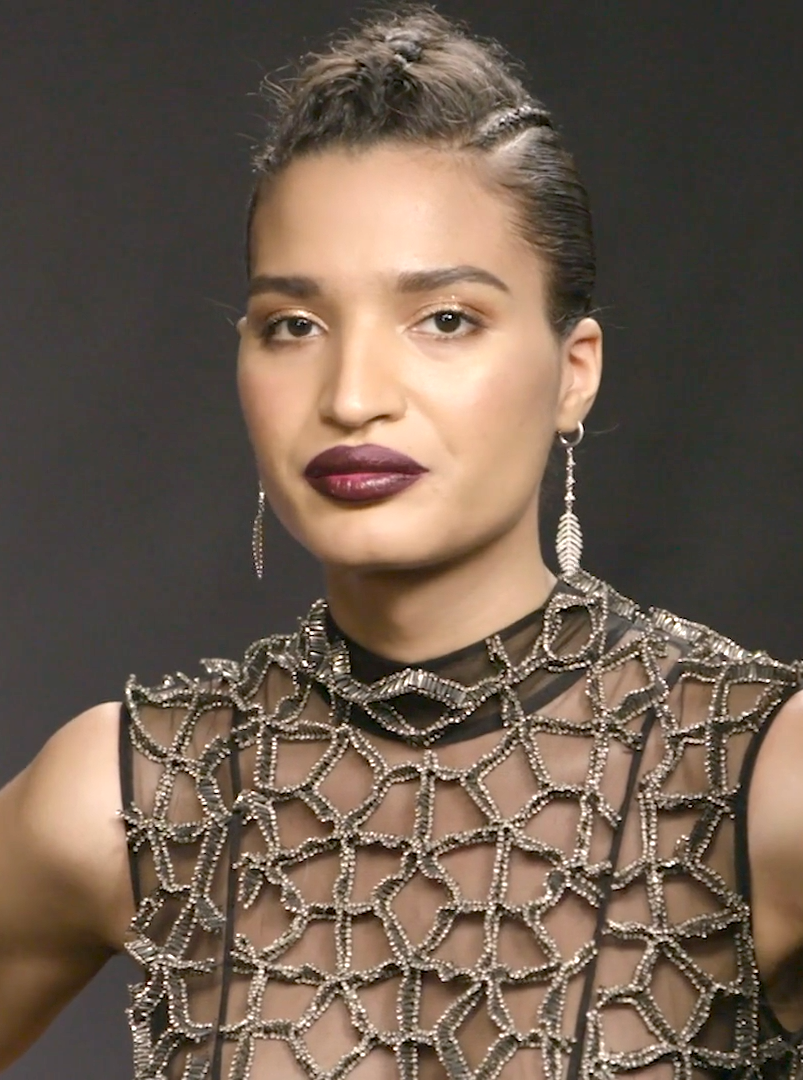
Indya Moore (* 1995)

- Moore, Isabella (1894–1975), britische Freistil-Schwimmerin
- Moore, Ishbel (* 1954), schottische Schriftstellerin
- Moore, Isobel (* 1931), schottische Harfenistin, Pianistin und Musikpädagogin

###### Moore, J
- Moore, J Strother (* 1947), US-amerikanischer Informatiker
- Moore, J. Hampton (1864–1950), US-amerikanischer Politiker
- Moore, Jack (* 2003), kanadischer Schauspieler
- Moore, Jack D. (1906–1998), US-amerikanischer Szenenbildner
- Moore, Jackie (1946–2019), US-amerikanische Soul- und Disco-Sängerin
- Moore, Jacqueline (* 1964), US-amerikanische Wrestlerin und professionelle Wrestlingmanagerin
- Moore, Jade (* 1990), englische Fußballspielerin
- Moore, James († 1706), irischer Kolonialpolitiker und Gouverneur der Province of Carolina
- Moore, James (1849–1935), englischer Radrennfahrer
- Moore, James (* 1935), US-amerikanischer Armeeoffizier und Pentathlet
- Moore, James, US-amerikanischer Pokerspieler
- Moore, James (1951–2022), US-amerikanischer Komponist, Sänger und Musikpädagoge
- Moore, James E. Jr. (1931–1999), US-amerikanischer Offizier, Generalleutnant der US-Army
- Moore, James Edward (1902–1986), US-amerikanischer Vier-Sterne-General
- Moore, James G. (* 1930), US-amerikanischer Geologe
- Moore, James II († 1723), britischer Kolonialbeamter und Gouverneur der Province of South Carolina
- Moore, James R. (* 1947), britischer Wissenschaftshistoriker
- Moore, James William (1818–1877), US-amerikanischer Jurist und konföderierter Politiker
- Moore, Jamie (* 1978), britischer Boxer und aktueller Boxtrainer
- Moore, Jasmine (* 2001), US-amerikanische Dreispringerin
- Moore, Jason (* 1970), US-amerikanischer Regisseur und Filmproduzent
- Moore, Jason (* 1988), britischer Rennfahrer
- Moore, Jason W. (* 1971), US-amerikanischer Soziologe
- Moore, Jean (1933–2016), australische Politikerin
- Moore, Jeffrey S. (* 1962), US-amerikanischer Chemiker
- Moore, Jenny (* 1995), englische Badmintonspielerin
- Moore, Jeremy (1928–2007), britischer Offizier
- Moore, Jesse Hale (1817–1883), US-amerikanischer Politiker
- Moore, Jessica (* 1967), italienische Schauspielerin
- Moore, Jessica (* 1990), australische Tennisspielerin
- Moore, Jim (1940–2021), britischer Radrennfahrer
- Moore, Joan Willard (1929–2020), US-amerikanische Soziologin
- Moore, Joanna (1934–1997), US-amerikanische Schauspielerin
- Moore, Jodie (* 1976), australische Pornodarstellerin
- Moore, Joe-Max (* 1971), US-amerikanischer Fußballspieler
- Moore, Joel (* 1964), britischer Basketballspieler
- Moore, Joel David (* 1977), US-amerikanischer SchauspielerJoel David Moore (* 1977)
- Moore, Johanna, Informatikerin

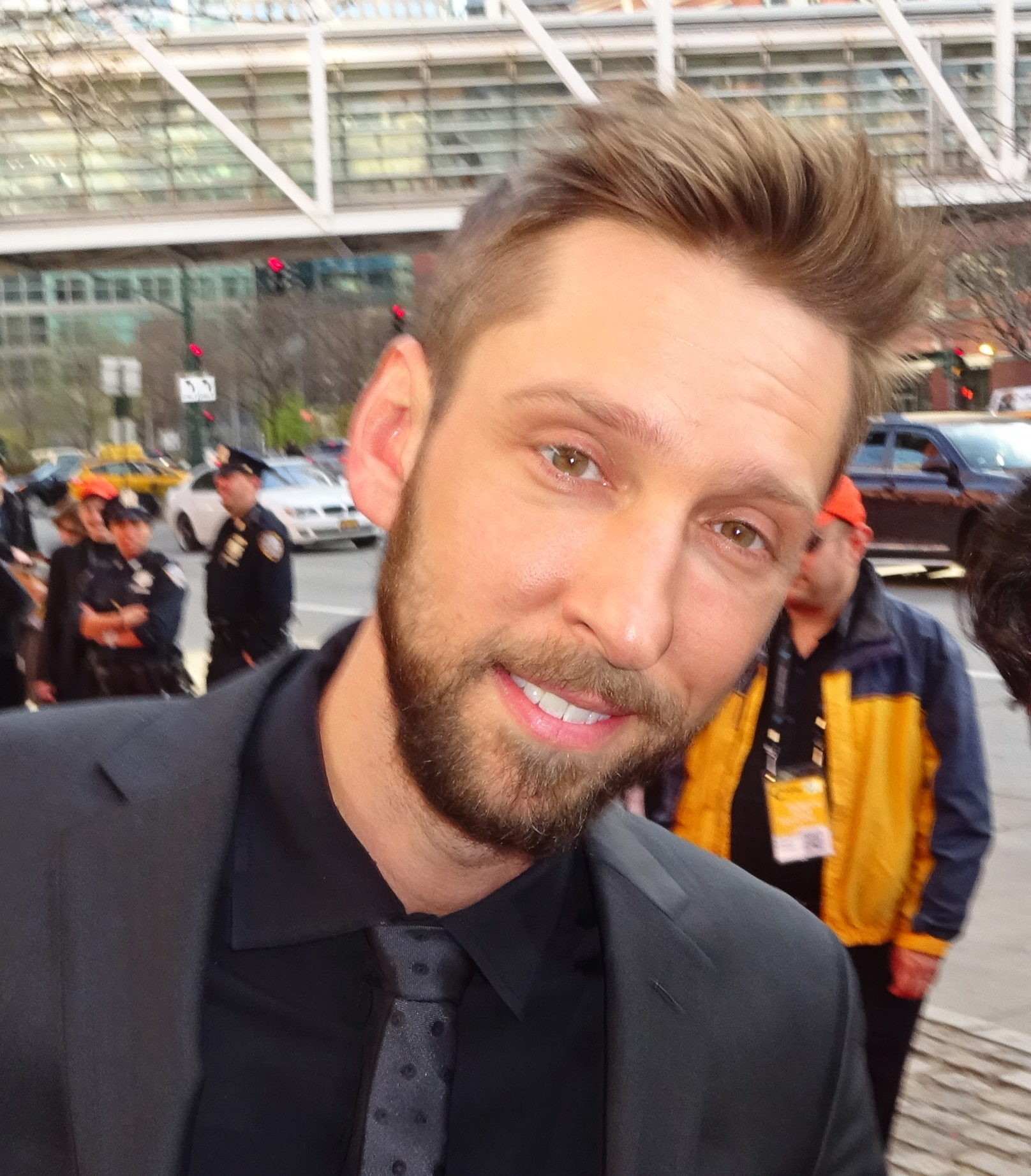
Joel David Moore (* 1977)

- Moore, John (1646–1714), englischer Geistlicher, Gelehrter, Büchersammler und Bischof
- Moore, John (1761–1809), britischer General während der napoleonischen Kriege
- Moore, John (1788–1867), US-amerikanischer Politiker
- Moore, John (1793–1863), englisch-US-amerikanischer Politiker
- Moore, John (1835–1901), irischer Geistlicher, Bischof von Saint Augustine
- Moore, John (1924–2006), US-amerikanischer Bühnen- und Kostümbildner in Film, Oper und Schauspiel
- Moore, John (1933–2017), britischer Skilangläufer und Biathlet
- Moore, John (1936–2025), australischer Politiker
- Moore, John (1942–2010), irischer Ordensgeistlicher, Bischof von Bauchi in Nigeria
- Moore, John (* 1970), irischer Regisseur und DrehbuchautorJohn Moore (* 1970)

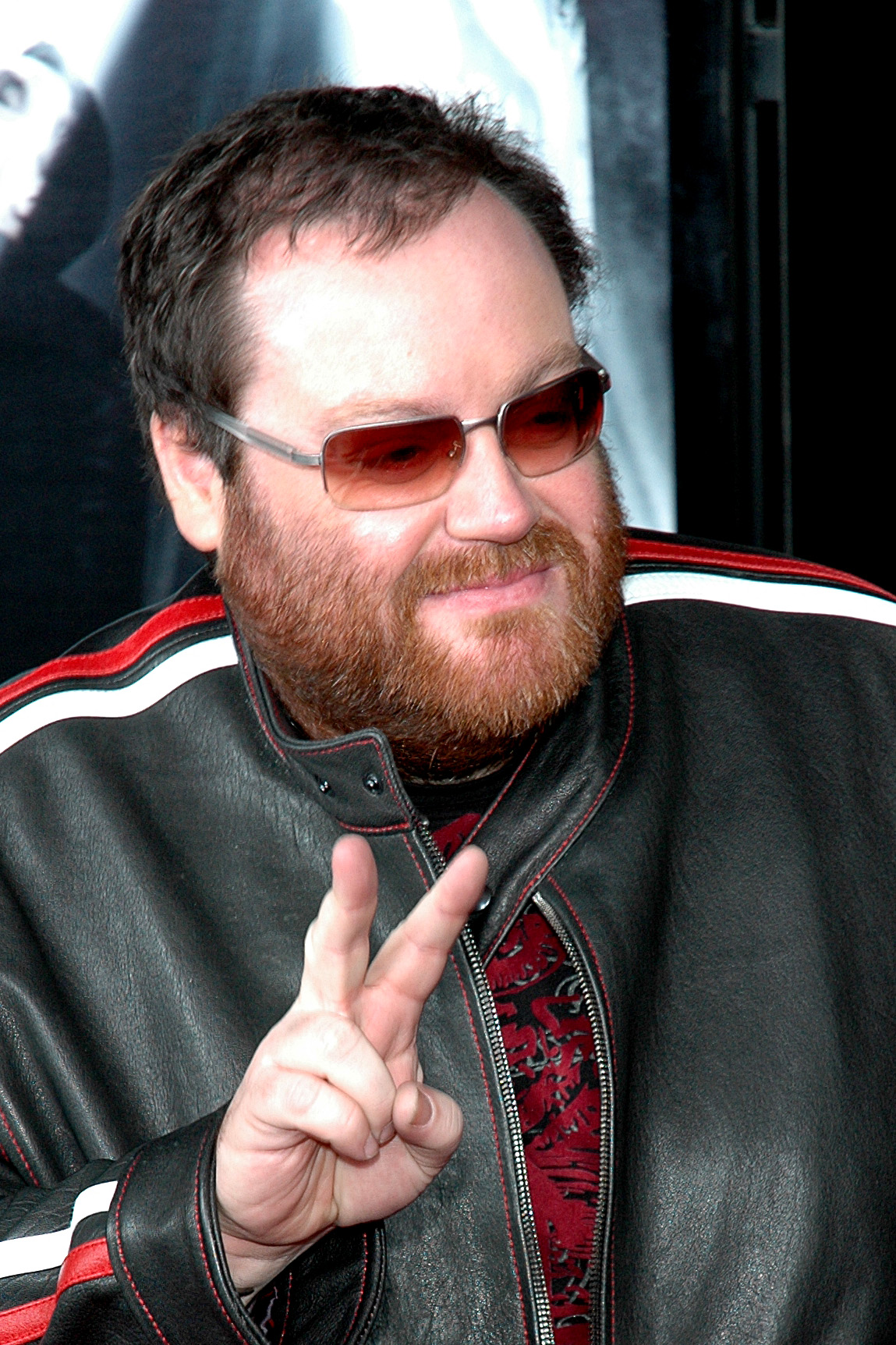
John Moore (* 1970)

- Moore, John (* 1990), US-amerikanischer Eishockeyspieler
- Moore, John Bassett (1860–1947), amerikanischer Jurist und Diplomat
- Moore, John Coleman (1923–2016), US-amerikanischer Mathematiker
- Moore, John E. (* 1943), US-amerikanischer Politiker
- Moore, John Francis (1745–1809), englischer Bildhauer
- Moore, John Francis (* 1964), US-amerikanischer Comicautor
- Moore, John Hardman (* 1954), britischer Wirtschaftswissenschaftler und Hochschullehrer
- Moore, John Isaac (1856–1937), US-amerikanischer Politiker
- Moore, John M. (1862–1940), US-amerikanischer Politiker
- Moore, John Peter (1919–2005), britischer Marineoffizier, Sekretär Salvador Dalis
- Moore, John Robert (1890–1973), amerikanischer Literaturwissenschaftler
- Moore, John William (1877–1941), US-amerikanischer Politiker
- Moore, John, Baron Moore of Lower Marsh (1937–2019), britischer Manager und Politiker (Conservative Party), Mitglied des House of Commons
- Moore, Johnny (1906–1969), US-amerikanischer R&B-Gitarrist und Bandleader
- Moore, Johnny (1929–2025), US-amerikanischer Country- und Rock’n’Roll-Musiker
- Moore, Johnny (1934–1998), US-amerikanischer Rhythm-and-Blues-Sänger und Songwriter
- Moore, Johnny (1938–2008), US-amerikanischer Trompeter
- Moore, Johnny (* 1958), US-amerikanischer Basketballspieler
- Moore, Jonathan (1923–2008), US-amerikanischer Schauspieler
- Moore, Jonathan (* 1963), britischer Schauspieler, Drehbuchautor, Librettist und Regisseur
- Moore, Jonathan (* 1977), US-amerikanischer Schriftsteller und Rechtsanwalt
- Moore, Jonathan (* 1982), deutscher Basketballspieler
- Moore, Jordan (* 1994), schottischer Fußballspieler
- Moore, Joseph (1901–1982), US-amerikanischer Eisschnellläufer
- Moore, Joseph Haines (1878–1949), US-amerikanischer Astronom
- Moore, Juanita (1914–2014), US-amerikanische Schauspielerin
- Moore, Julianne (* 1960), US-amerikanisch-britische SchauspielerinJulianne Moore (* 1960)

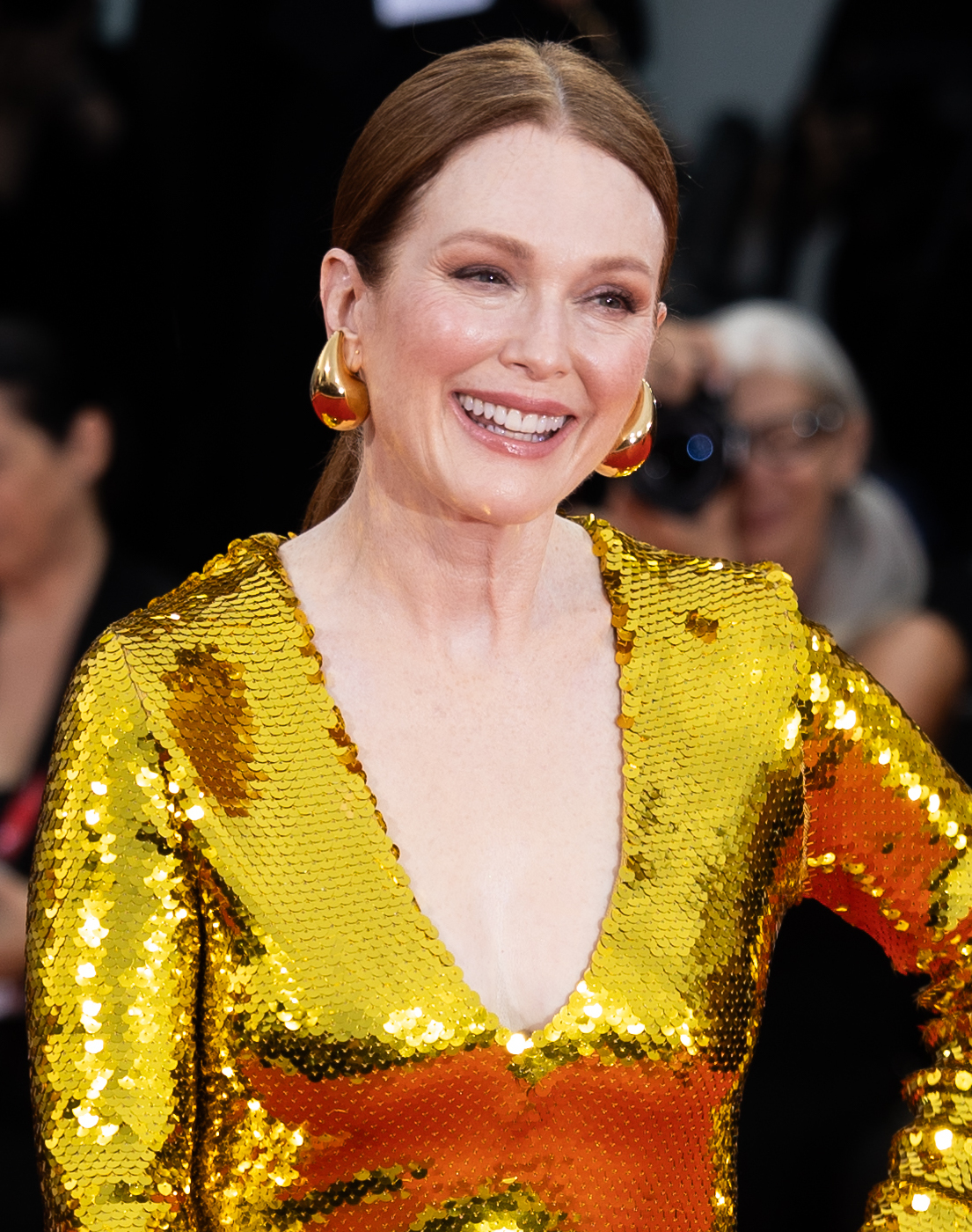
Julianne Moore (* 1960)

- Moore, Justin (* 1984), US-amerikanischer Countrysänger

###### Moore, K
- Moore, Ken (1910–1982), kanadischer Eishockeyspieler und -trainer
- Moore, Kenny (1943–2022), US-amerikanischer Langstreckenläufer
- Moore, Kenny II (* 1995), US-amerikanischer Footballspieler
- Moore, Kenya (* 1971), US-amerikanische Schauspielerin und Filmproduzentin
- Moore, Kermit (1929–2013), US-amerikanischer Musiker, Komponist und Orchesterleiter
- Moore, Kevin (* 1967), US-amerikanischer Keyboarder und Komponist
- Moore, Kevin (* 1990), maltesisch-australischer Sprinter
- Moore, Kieffer (* 1992), walisischer FußballspielerKieffer Moore (* 1992)

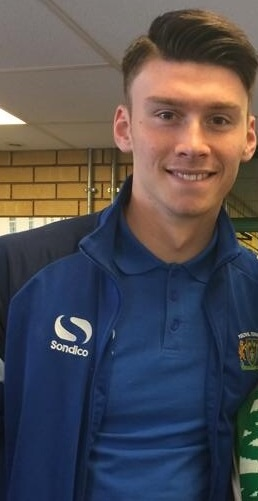
Kieffer Moore (* 1992)

- Moore, Kieron (1924–2007), irischer Schauspieler
- Moore, Kip (* 1980), US-amerikanischer Countrysänger
- Moore, Kirke T. (1882–1938), US-amerikanischer Jurist und Politiker
- Moore, Kristie (* 1979), kanadische Curlerin
- Moore, Kristina, britische Politikerin und Journalistin
- Moore, Kyle (* 1987), US-amerikanischer Basketballspieler

###### Moore, L
- Moore, Laban T. (1829–1892), US-amerikanischer Politiker
- Moore, Lance (* 1983), US-amerikanischer American-Football-Spieler
- Moore, Latonia (* 1979), US-amerikanische Opernsängerin (Sopran)
- Moore, Lattie (1924–2010), US-amerikanischer Country- und Rockabilly-Musiker
- Moore, Laura (* 1963), US-amerikanische Autorin
- Moore, Leanne (* 1984), irische Popsängerin
- Moore, Lee (1914–1997), US-amerikanischer Country-Musiker
- Moore, Lee (1939–2000), Ministerpräsident von St. Kitts und Nevis
- Moore, Lenny (* 1933), US-amerikanischer American-Football-Spieler
- Moore, LeRoi (1961–2008), US-amerikanischer Saxophonist, Gründungsmitglied der Dave Matthews Band
- Moore, Lesley (* 1950), englische Squashspielerin
- Moore, Lewis (* 1998), schottischer Fußballspieler
- Moore, Liam (* 1993), englischer Fußballspieler
- Moore, Lilian (1909–2004), US-amerikanische Kinderbuch-Schriftstellerin
- Moore, Linda (* 1954), kanadische Curlerin
- Moore, Littleton W. (1835–1911), US-amerikanischer Politiker
- Moore, Liz (* 1983), US-amerikanische Schriftstellerin
- Moore, Lloyd (1912–2008), US-amerikanischer NASCAR-Fahrer
- Moore, Loree (* 1983), US-amerikanische Basketballspielerin
- Moore, Lorrie (* 1957), US-amerikanische Schriftstellerin
- Moore, Lucy Beatrice (1906–1987), neuseeländische Botanikerin
- Moore, Luke (* 1986), englischer Fußballspieler

###### Moore, M
- Moore, Maggie (1851–1926), US-amerikanisch-australische Schauspielerin
- Moore, Malik (* 1976), US-amerikanischer Basketballspieler
- Moore, Mandy (* 1984), US-amerikanische Pop-Sängerin und SchauspielerinMandy Moore (* 1984)

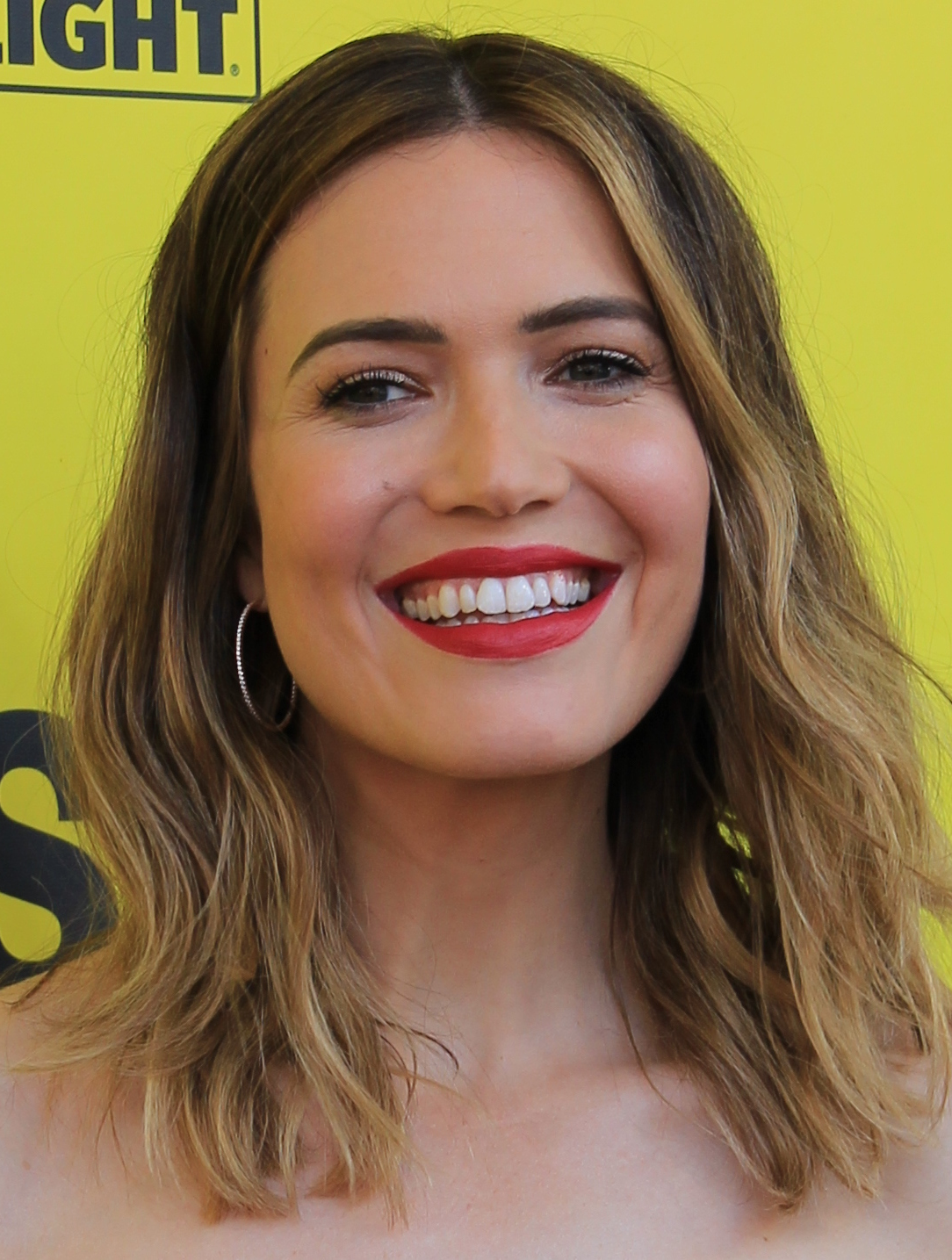
Mandy Moore (* 1984)

- Moore, Marianne (1887–1972), US-amerikanische Dichterin und Schriftstellerin der Moderne
- Moore, Mark (* 1961), britischer Skilangläufer
- Moore, Marshall F. (1829–1870), US-amerikanischer Politiker
- Moore, Mary (1861–1931), britische Schauspielerin und Theatermanagerin
- Moore, Mary Tyler (1936–2017), US-amerikanische Schauspielerin und Komödiantin
- Moore, Matt (1888–1960), irisch-amerikanischer Schauspieler
- Moore, Mavor (1919–2006), kanadischer Autor, Librettist, Komponist, Musikkritiker und -pädagoge, Regisseur und Produzent
- Moore, Maya (* 1989), US-amerikanische Basketballspielerin
- Moore, Meikayla (* 1996), neuseeländische Fußballspielerin
- Moore, Melanie (* 1962), US-amerikanische Pornodarstellerin und ein Nacktmodel
- Moore, Melba (* 1945), US-amerikanische Sängerin
- Moore, Melissa J., US-amerikanische Biochemikerin
- Moore, Melvin (1923–1989), US-amerikanischer Jazz-Trompeter und Sänger
- Moore, Merrill (1923–2000), US-amerikanischer Rockmusiker
- Moore, Michael (* 1945), US-amerikanischer Jazz-Bassist und Komponist

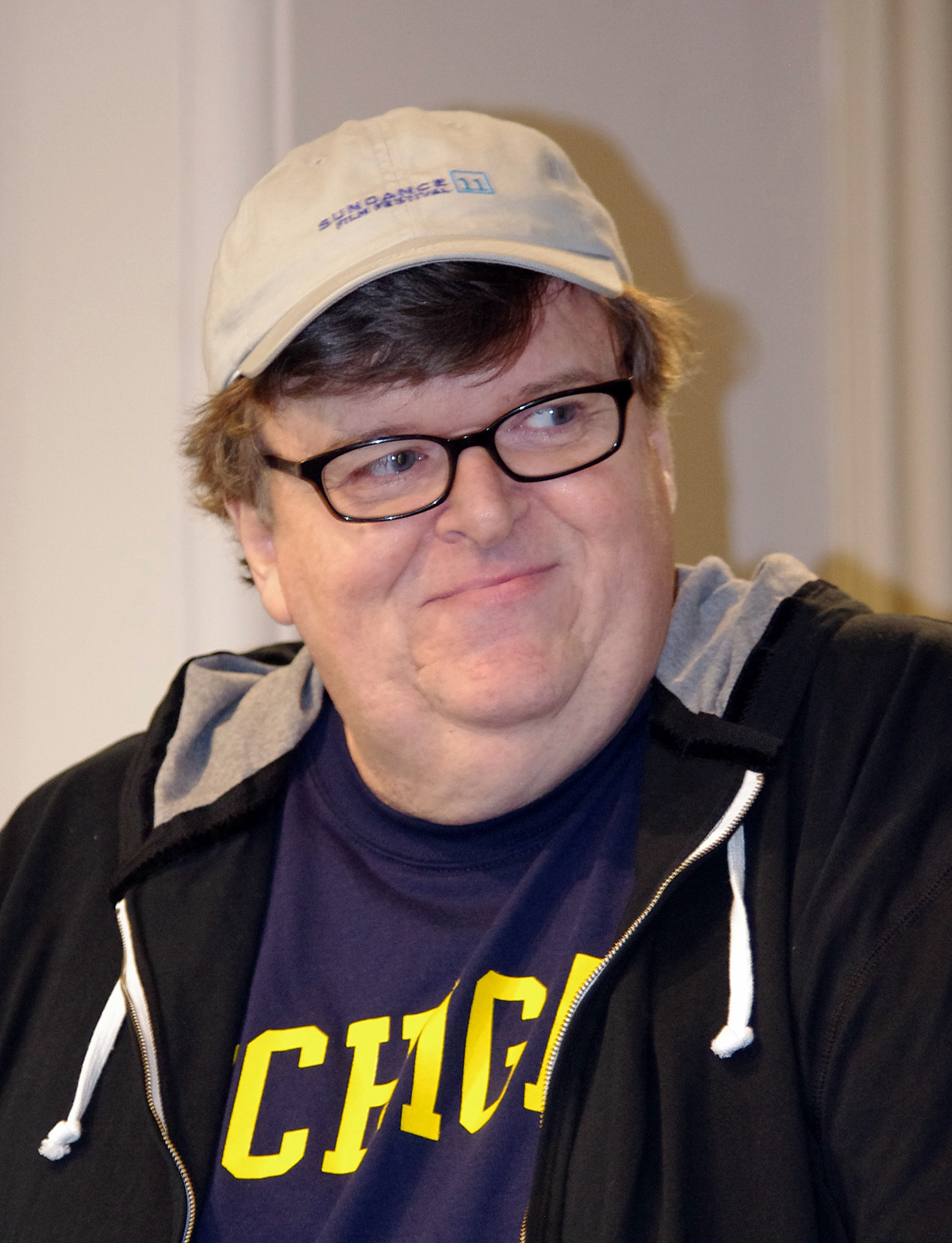
Michael Moore (* 1954)

- Moore, Michael (* 1954), US-amerikanischer Filmregisseur, Autor und OscarpreisträgerMichael Moore (* 1954)
- Moore, Michael (* 1954), US-amerikanischer Jazzmusiker
- Moore, Michael (* 1965), britischer Politiker (Liberal Democrats), Mitglied des House of Commons
- Moore, Michael D. (1914–2013), US-amerikanischer Schauspieler und Regisseur
- Moore, Mike (1949–2020), neuseeländischer Politiker (New Zealand Labour Party)
- Moore, Mike (* 1984), kanadischer Eishockeyspieler
- Moore, Mikey (* 2007), englischer FußballspielerMikey Moore (* 2007)

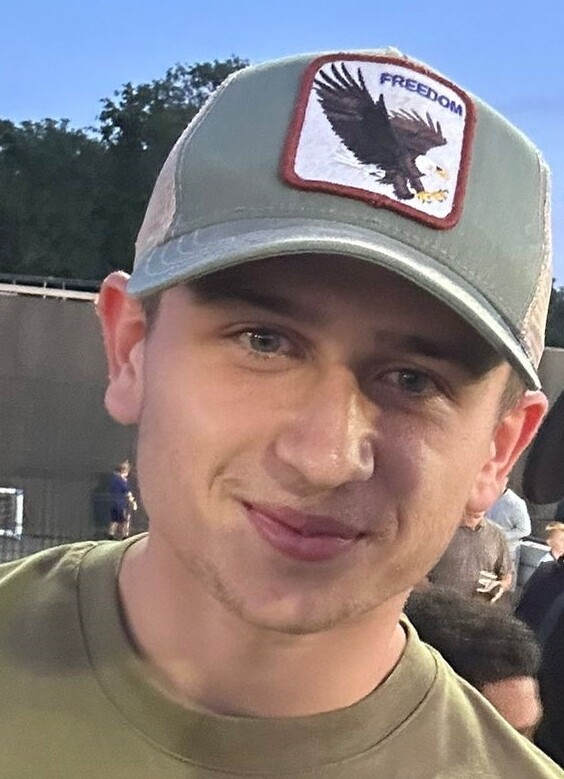
Mikey Moore (* 2007)

- Moore, Mikki (* 1975), US-amerikanischer Basketballspieler
- Moore, Milcah Martha (1740–1829), britische Dichterin und Quäkerin im kolonialen Amerika und zu Beginn der Vereinigten Staaten
- Moore, Miles Conway (1845–1919), US-amerikanischer Politiker
- Moore, Monette (1902–1962), US-amerikanische Sängerin und Pianistin des frühen Jazz und Blues sowie Schauspielerin
- Moore, Monica, US-amerikanische Hochschullehrerin, Professorin für experimentelle Psychologie

###### Moore, N
- Moore, Nathaniel (1884–1910), US-amerikanischer Golfer
- Moore, Nelson Augustus (1824–1902), amerikanischer Landschaftsmaler, Fotograf und Bildhauer
- Moore, Nicholas (1918–1986), englischer Dichter
- Moore, Nicholas Ruxton (1756–1816), US-amerikanischer Politiker
- Moore, Nick, britischer Filmeditor und Filmregisseur
- Moore, Nick (* 1986), US-amerikanischer American-Football- und Canadian-Football-Spieler
- Moore, Nigel (* 1992), britischer Rennfahrer
- Moore, Norman (1847–1922), irischer Mediziner und Historiker
- Moore, Norman W. (1923–2015), britischer Entomologe

###### Moore, O
- Moore, Orren C. (1839–1893), US-amerikanischer Politiker
- Moore, Oscar (1916–1981), US-amerikanischer Jazz-Gitarrist
- Moore, Oscar F. (1817–1885), US-amerikanischer Politiker
- Moore, Owen (1886–1939), US-amerikanischer Schauspieler irischer Abstammung

###### Moore, P
- Moore, Pamela (1937–1964), US-amerikanische Autorin
- Moore, Patrick (1923–2012), englischer Astronom, Autor und Fernsehmoderator
- Moore, Patrick (* 1947), kanadischer UmweltaktivistPatrick Moore (* 1947)

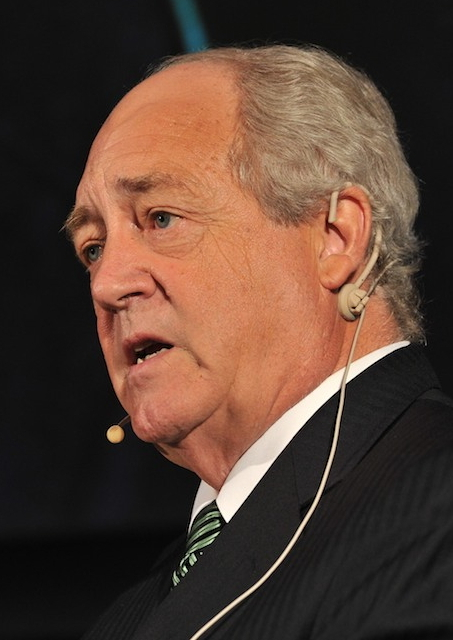
Patrick Moore (* 1947)

- Moore, Patrick S. (* 1956), US-amerikanischer Virologe
- Moore, Paul (1919–2003), US-amerikanischer Bischof der Episkopalkirche der Vereinigten Staaten von Amerika
- Moore, Paul J. (1868–1938), US-amerikanischer Politiker
- Moore, Pauline (1914–2001), US-amerikanische Schauspielerin
- Moore, Pee Wee (1928–2009), US-amerikanischer Jazz-Baritonsaxofonist des Modern Jazz
- Moore, Perry (1971–2011), US-amerikanischer Filmproduzent und Filmregisseur
- Moore, Peter (* 1939), US-amerikanischer Chemiker
- Moore, Peter, nordirischer Badmintonspieler
- Moore, Peter (* 1962), australischer Reiseschriftsteller
- Moore, Peter (* 2001), US-amerikanischer Radsportler
- Moore, Phil (1918–1987), US-amerikanischer Jazzpianist, Arrangeur und Orchesterleiter
- Moore, Philip, Baron Moore of Wolvercote (1921–2009), britischer Beamter

###### Moore, R
- Moore, R. Walton (1859–1941), US-amerikanischer Politiker
- Moore, Rachel Anne (* 1985), US-amerikanische Opernsängerin (Sopran) und Musicaldarstellerin
- Moore, Ralph (* 1956), US-amerikanischer Jazzmusiker (Tenor- und Sopransaxophonist)
- Moore, Ramon E. (1929–2015), US-amerikanischer Mathematiker
- Moore, Rasheed (* 1995), US-amerikanischer Basketballspieler
- Moore, Ray (* 1971), US-amerikanischer bildender Künstler und Rapper
- Moore, Raylyn (1928–2005), amerikanische Schriftstellerin
- Moore, Raymond (* 1946), südafrikanischer Tennisspieler
- Moore, Raymond Cecil (1892–1974), US-amerikanischer Geologe, Paläontologe und Stratigraph
- Moore, Raymond V. (1915–2003), US-amerikanischer Ju-Jutsuka
- Moore, Rich (* 1963), US-amerikanischer Regisseur für Zeichentrick- und Animationsfilm
- Moore, Richard (1910–2005), US-amerikanischer Segler
- Moore, Richard (1925–2009), amerikanischer Kameramann und Filmregisseur
- Moore, Richard (* 1963), britischer Diplomat, Leiter des Secret Intelligence Service (MI6)Richard Moore (* 1963)

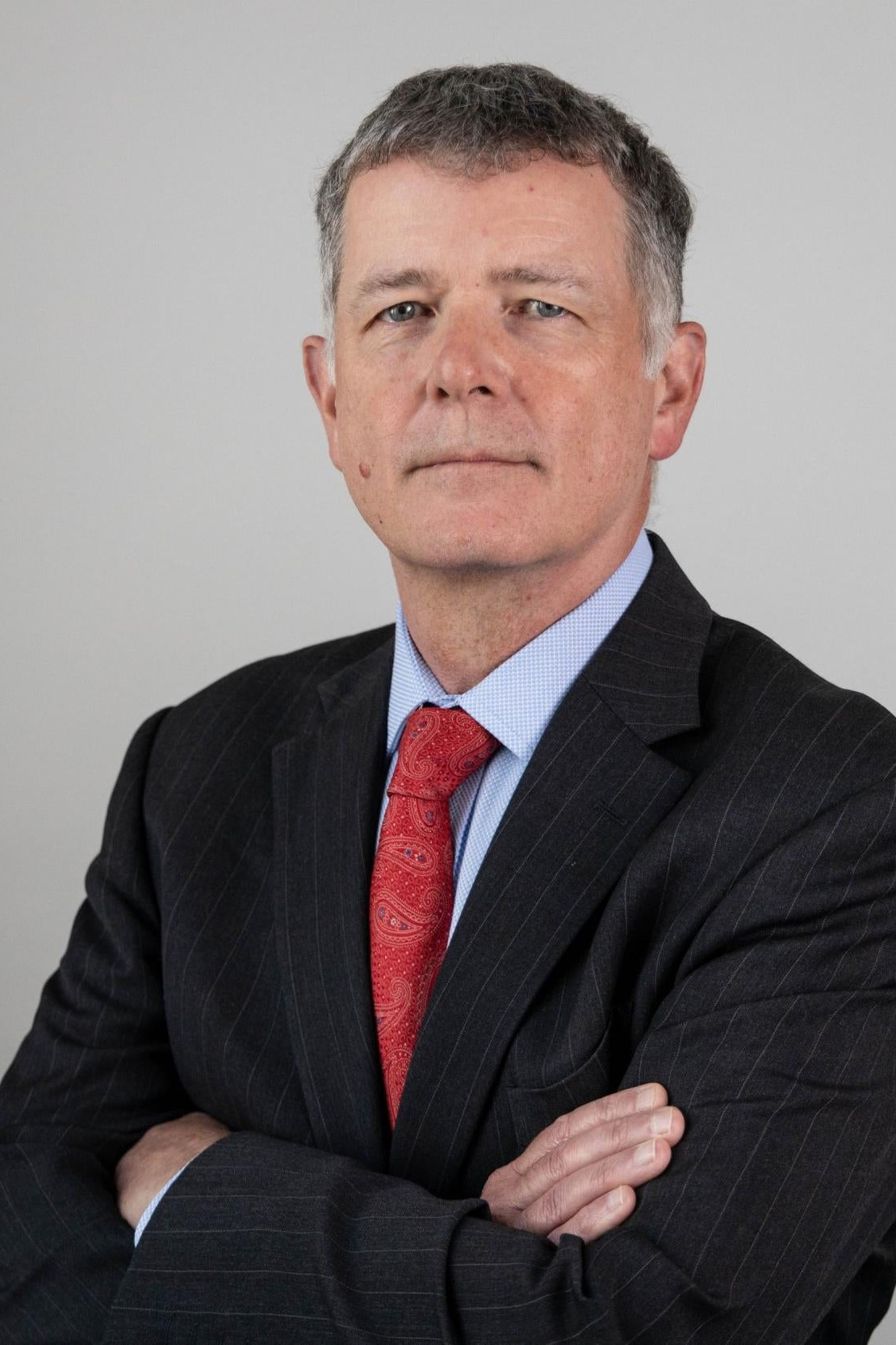
Richard Moore (* 1963)

- Moore, Ricky (* 1976), US-amerikanischer Basketballspieler
- Moore, Riley (* 1980), US-amerikanischer Politiker
- Moore, Rina (1923–1975), neuseeländische Ärztin
- Moore, Robert (1778–1831), US-amerikanischer Politiker
- Moore, Robert (1927–1984), US-amerikanischer Theater- und Filmregisseur
- Moore, Robert E. (1849–1921), US-amerikanischer Politiker
- Moore, Robert Ian (1941–2025), britischer Historiker und Mediävist
- Moore, Robert Lee (1867–1940), US-amerikanischer Politiker
- Moore, Robert Lee (1882–1974), US-amerikanischer Mathematiker
- Moore, Robert Thomas (1882–1958), US-amerikanischer Ornithologe, Unternehmer und Philanthropist
- Moore, Robin (1925–2008), US-amerikanischer Autor
- Moore, Robyn (* 1971), australische Schauspielerin
- Moore, Roger (1927–2017), britischer SchauspielerRoger Moore (1927–2017)

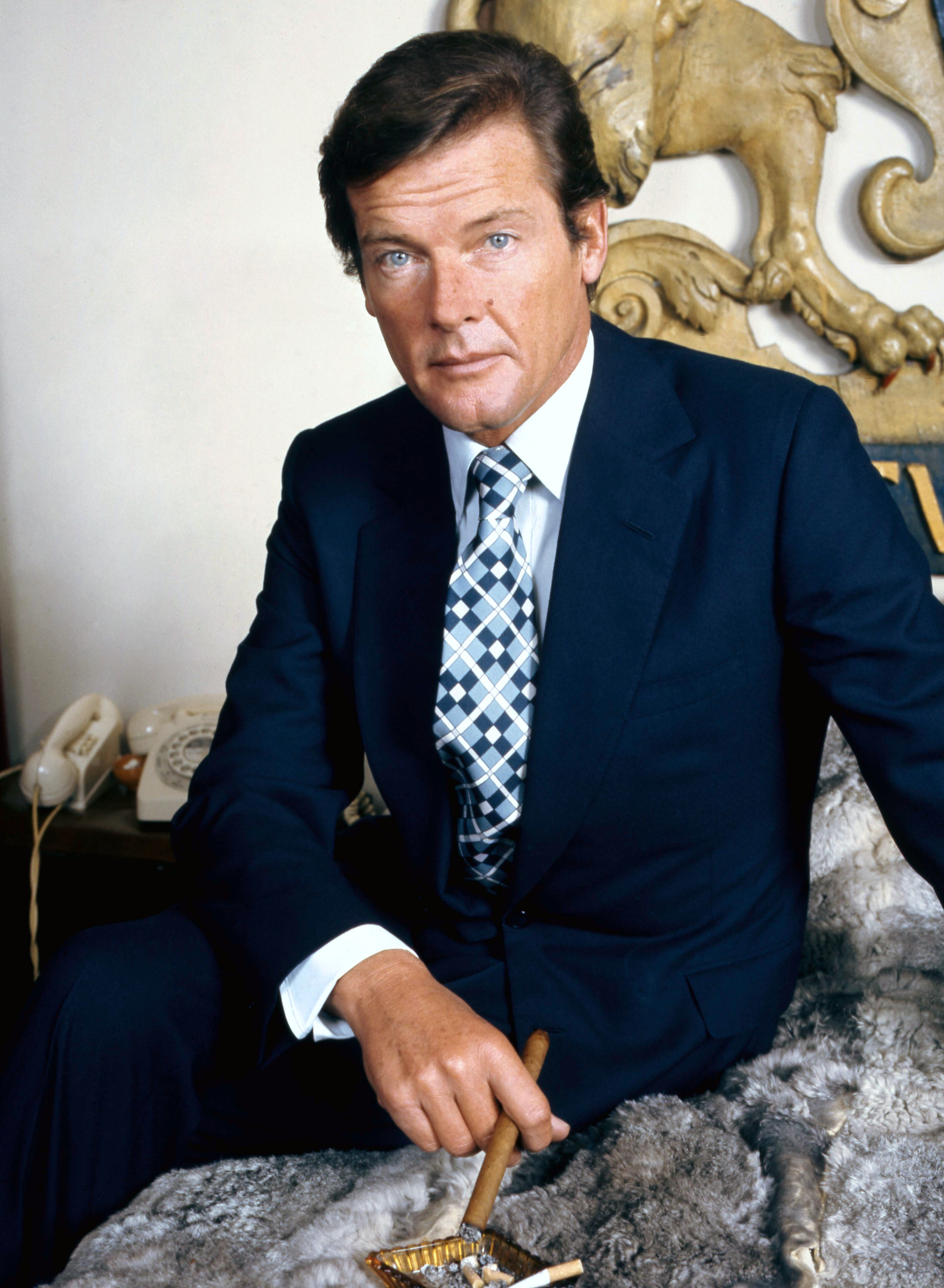
Roger Moore (1927–2017)

- Moore, Roger (* 1981), deutscher Sänger, Entertainer und Moderator
- Moore, Ronald D. (* 1964), US-amerikanischer Film- und Fernsehproduzent, Drehbuchautor und Schauspieler
- Moore, Rondale (* 2000), US-amerikanischer American-Football-Spieler
- Moore, Ronnie (1933–2018), neuseeländisch-britischer Speedwayfahrer
- Moore, Ronnie (* 1953), englischer Fußballspieler und -trainer
- Moore, Rosie Mae, US-amerikanische Blues-Sängerin
- Moore, Roy (1932–1996), australischer Radrennfahrer
- Moore, Roy (* 1947), amerikanischer Jurist, Richter am Alabama Supreme Court
- Moore, Rudy Ray (1927–2008), US-amerikanischer Comedian, Musiker, Schauspieler und Filmproduzent
- Moore, Russell (1912–1983), US-amerikanischer Posaunist und Sänger des Hot Jazz
- Moore, Ruth Ella (1903–1994), US-amerikanische Bakteriologin und Hochschullehrerin

###### Moore, S
- Moore, Sally (* 1940), US-amerikanische Tennisspielerin
- Moore, Sam (1935–2025), US-amerikanisches Soulsänger
- Moore, Samuel (1774–1861), US-amerikanischer Politiker
- Moore, Samuel B. (1789–1846), US-amerikanischer Politiker, 6. Gouverneur von Alabama
- Moore, Samuel M. (1796–1875), US-amerikanischer Politiker
- Moore, Sara Jane (* 1930), US-amerikanische Attentäterin
- Moore, Sarah (* 1993), britische Automobilrennfahrerin
- Moore, Scott, US-amerikanischer Drehbuchautor und Filmregisseur
- Moore, Scotty (1931–2016), US-amerikanischer Gitarrist
- Moore, Seán (1913–1986), irischer Politiker
- Moore, Shameik (* 1995), US-amerikanischer Schauspieler
- Moore, Shannon (* 1979), US-amerikanischer Wrestler
- Moore, Shaquell (* 1996), US-amerikanischer Fußballspieler
- Moore, Sheila (* 1938), kanadische Schauspielerin
- Moore, Shelley (1932–2016), britisch-amerikanische Jazzsängerin
- Moore, Shemar (* 1970), US-amerikanischer SchauspielerShemar Moore (* 1970)

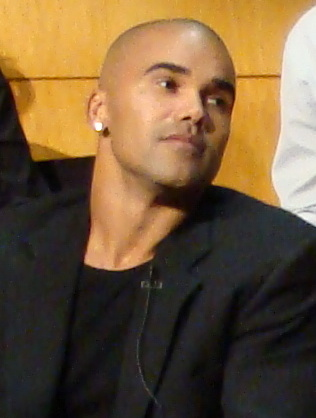
Shemar Moore (* 1970)

- Moore, Sparkle (* 1939), US-amerikanische Rockabilly-Musikerin
- Moore, Spencer Le Marchant (1850–1931), britischer Botaniker und Pflanzensammler
- Moore, Stanford (1913–1982), US-amerikanischer Biochemiker und Nobelpreisträger für Chemie
- Moore, Stanton (* 1972), US-amerikanischer Funk- und Jazz-Schlagzeuger
- Moore, Stefan (* 1944), US-amerikanischer Dokumentarfilmer
- Moore, Stephen (1937–2019), britischer Schauspieler
- Moore, Stephen (* 1975), US-amerikanischer Zehnkämpfer
- Moore, Stephen Campbell (* 1979), britischer SchauspielerStephen Campbell Moore (* 1979)

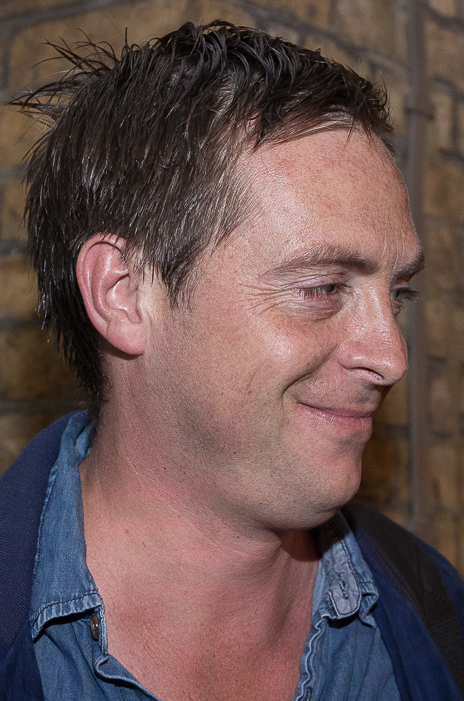
Stephen Campbell Moore (* 1979)

- Moore, Sterling (* 1990), US-amerikanischer American-Football-Spieler
- Moore, Steve (* 1962), US-amerikanischer Animator und Filmregisseur
- Moore, Steve (* 1978), kanadischer Eishockeyspieler
- Moore, Steven Dean (* 1965), amerikanischer Trickfilmregisseur
- Moore, Susanna (* 1945), amerikanische Schriftstellerin
- Moore, Sydenham (1817–1862), US-amerikanischer Offizier, Rechtsanwalt, Richter und Politiker

###### Moore, T
- Moore, T. Sturge (1870–1944), englischer Schriftsteller
- Moore, Tara (* 1992), britische Tennisspielerin
- Moore, Tarvarius (* 1996), US-amerikanischer American-Football-Spieler
- Moore, Taylor (* 1997), englischer Fußballspieler
- Moore, Ted (1914–1987), südafrikanischer Kameramann
- Moore, Terry (* 1929), US-amerikanische Schauspielerin
- Moore, Terry (* 1954), US-amerikanischer Comic-Autor und -Zeichner
- Moore, Thomas (1759–1822), US-amerikanischer Politiker
- Moore, Thomas (1779–1852), irischer Poet
- Moore, Thomas (1821–1887), englischer Botaniker
- Moore, Thomas Edward Laws (1816–1872), britischer Marineoffizier und Gouverneur der Falklandinseln
- Moore, Thomas L. (1789–1862), US-amerikanischer Politiker
- Moore, Thomas Overton (1804–1876), US-amerikanischer Politiker
- Moore, Thomas Patrick (1797–1853), US-amerikanischer Politiker
- Moore, Thurston (* 1958), US-amerikanischer Gitarrist und SängerThurston Moore (* 1958)

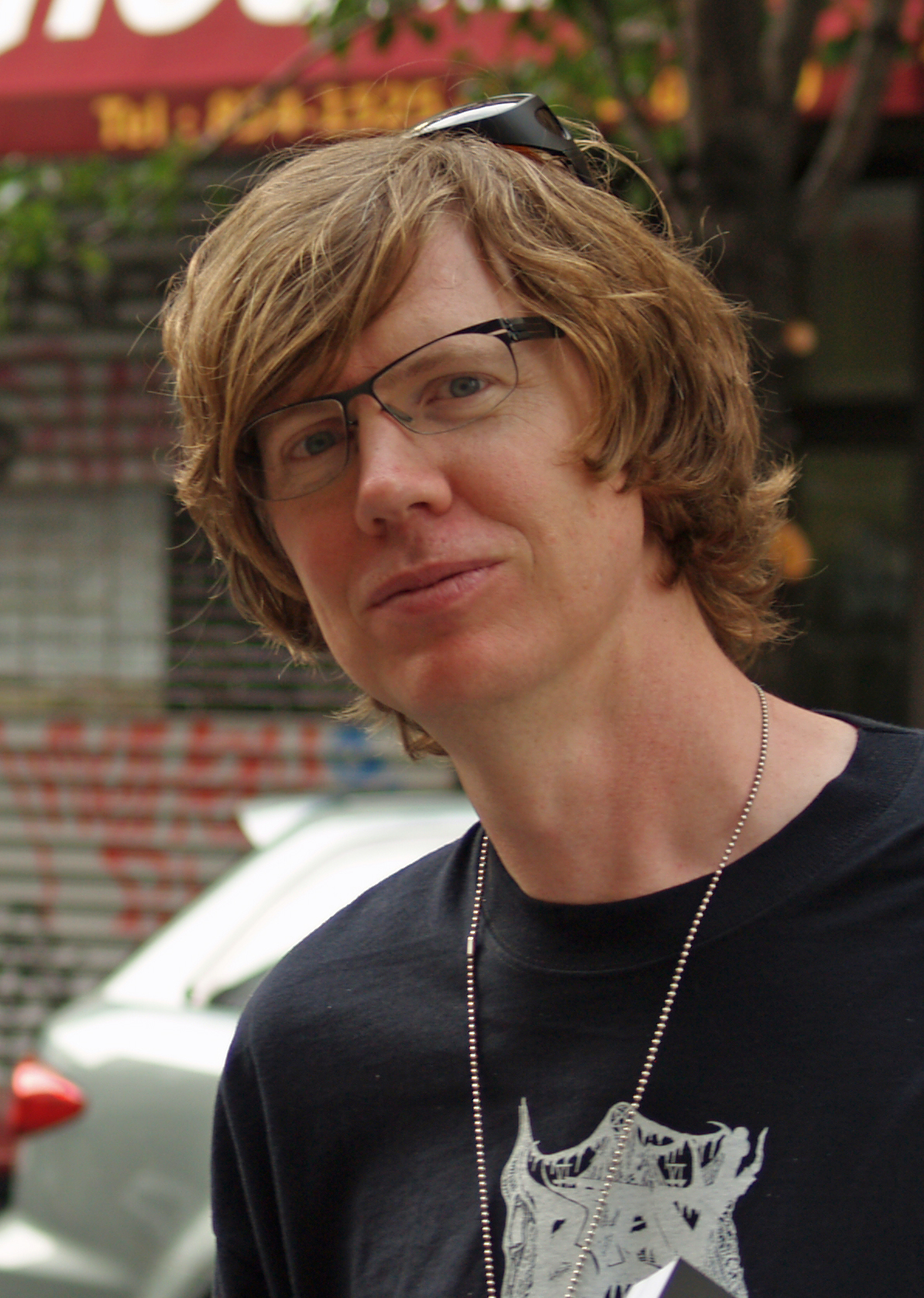
Thurston Moore (* 1958)

- Moore, Tim (* 1964), britischer Autor und Journalist
- Moore, Tim (* 1970), US-amerikanischer Politiker
- Moore, Timothy Joseph (* 1959), US-amerikanischer Altphilologe
- Moore, Tina (* 1970), amerikanische Contemporary-R&B-Sängerin
- Moore, Toby Leonard (* 1981), australischer Schauspieler
- Moore, Tom (1883–1955), irisch-amerikanischer Schauspieler
- Moore, Tom (1904–1953), englischer Fußballspieler
- Moore, Tom (1920–2021), britischer Offizier und Spendensammler
- Moore, Tom (1936–2020), englischer Fußballspieler
- Moore, Tomm (* 1977), irischer Animator und Filmregisseur
- Moore, Tommy (1931–1981), britischer Schlagzeuger
- Moore, Tony (* 1978), US-amerikanischer Comic-Zeichner
- Moore, Trevor (1980–2021), US-amerikanischer Schauspieler, Regisseur, Drehbuchautor und ComiczeichnerTrevor Moore (1980–2021)

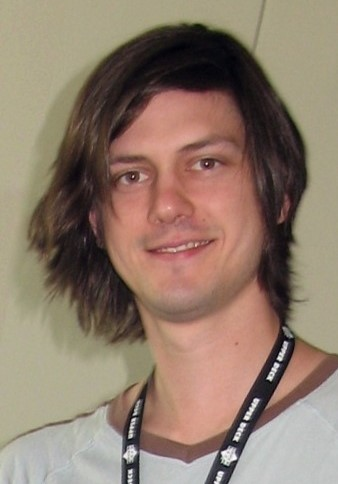
Trevor Moore (1980–2021)

- Moore, Trevor (* 1995), US-amerikanischer Eishockeyspieler
- Moore, Trey (* 1975), US-amerikanischer Basketballspieler
- Moore, Twinnie-Lee (* 1987), britische Sängerin und Schauspielerin
- Moore, Tyler Jacob (* 1982), US-amerikanischer Schauspieler

###### Moore, V
- Moore, Victor (1876–1962), US-amerikanischer Schauspieler, Komiker, Regisseur und Autor
- Moore, Vinnie (* 1964), US-amerikanischer Rockmusiker

###### Moore, W
- Moore, Walter (* 1940), US-amerikanischer Pianist und Musikpädagoge
- Moore, Walter (* 1984), guyanischer Fußballspieler
- Moore, Walter J. (1918–2001), US-amerikanischer Chemiker
- Moore, Ward (1903–1978), US-amerikanischer Schriftsteller
- Moore, Wayne (1931–2015), US-amerikanischer Schwimmer
- Moore, Wes (* 1978), US-amerikanischer PolitikerWes Moore (* 1978)

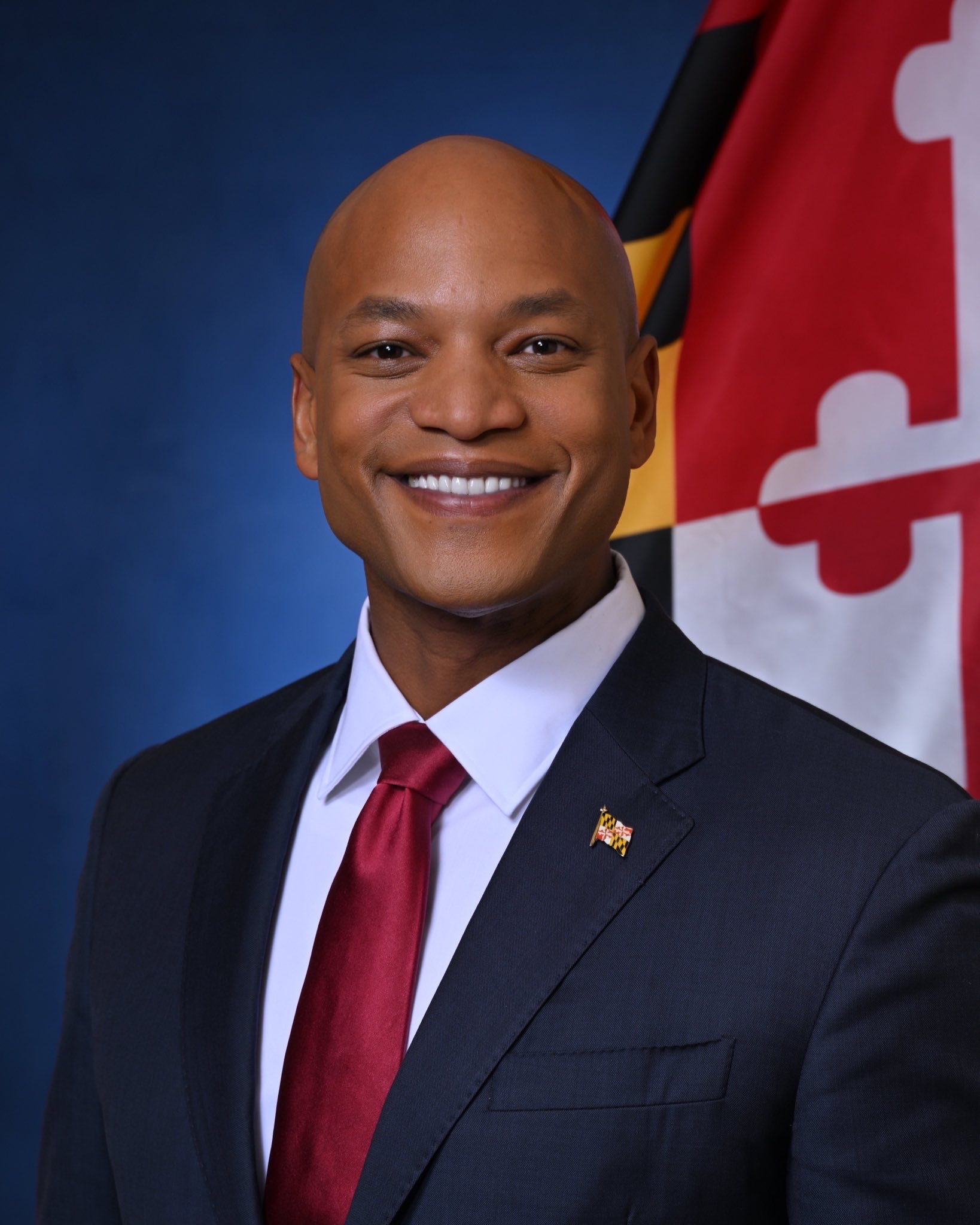
Wes Moore (* 1978)

- Moore, Whitney (* 1989), US-amerikanische Schauspielerin, Moderatorin und Filmschaffende
- Moore, Wilbert Ellis (1914–1987), US-amerikanischer Soziologe
- Moore, Wild Bill (1918–1983), US-amerikanischer R&B- und Jazzmusiker
- Moore, Will Grayburn (1905–1978), britischer Romanist und Literaturwissenschaftler
- Moore, Will H. (1962–2017), US-amerikanischer Politikwissenschaftler und Hochschullehrer
- Moore, William, britischer Mathematiker und Raketentheoretiker
- Moore, William († 1793), US-amerikanischer Politiker
- Moore, William (1810–1878), US-amerikanischer Politiker
- Moore, William (1890–1960), britischer Mittel- und Langstreckenläufer
- Moore, William (1893–1951), US-amerikanischer Bluesmusiker
- Moore, William (* 1947), britischer Radrennfahrer
- Moore, William G. Jr. (1920–2012), US-amerikanischer Offizier, General der US Air Force
- Moore, William L. (1927–1963), US-amerikanischer Bürgerrechtler
- Moore, William Robert (1830–1909), US-amerikanischer Politiker
- Moore, William S. (1822–1877), US-amerikanischer Politiker

###### Moore, Z
- Moore, Zoe (* 1993), deutsche SchauspielerinZoe Moore (* 1993)

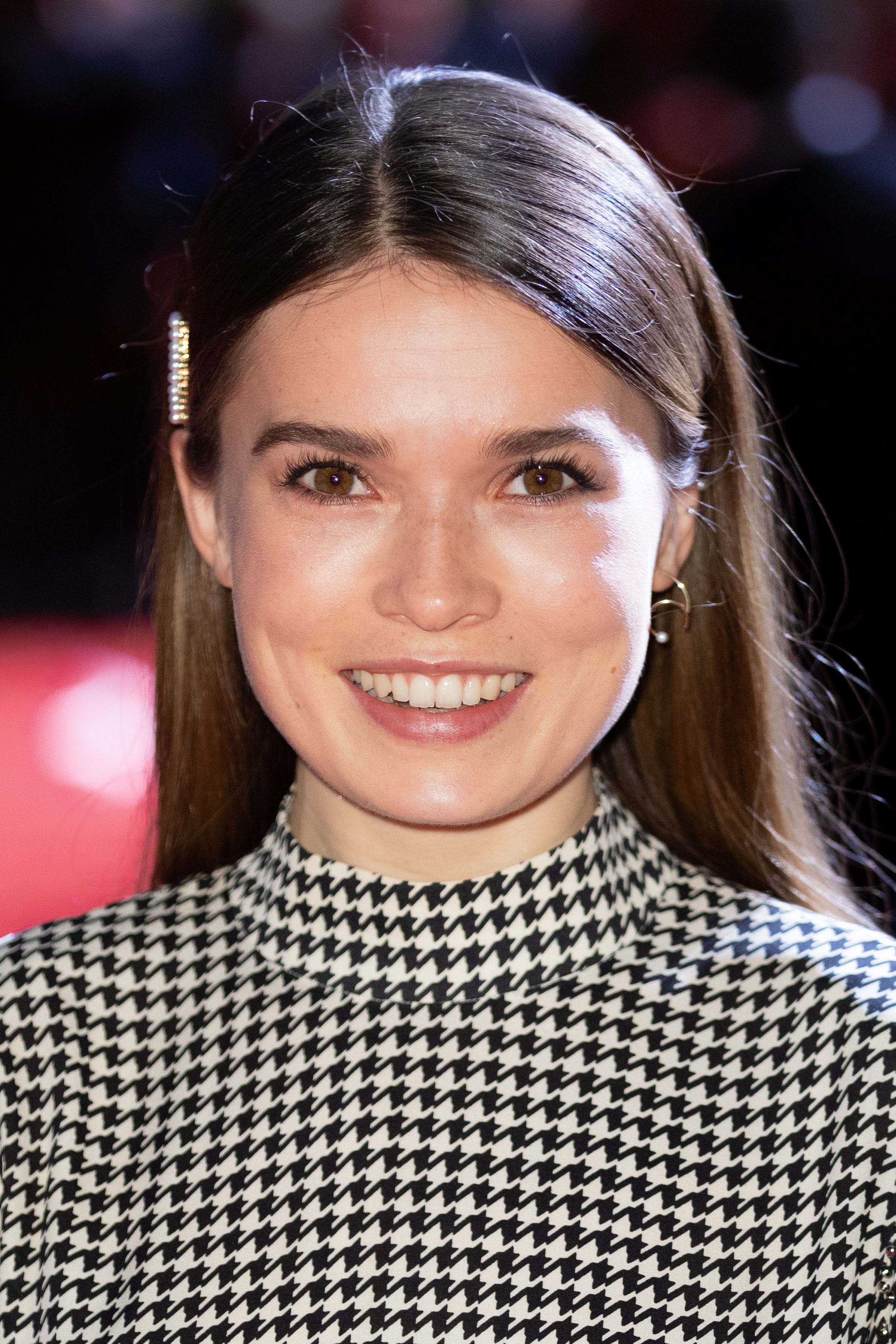
Zoe Moore (* 1993)

##### Moore-

###### Moore-B
- Moore-Brabazon, Ivon, 3. Baron Brabazon of Tara (* 1946), britischer Peer und Politiker
- Moore-Brabazon, John, 1. Baron Brabazon of Tara (1884–1964), Luftfahrtpionier, Politiker und Automobilrennfahrer

###### Moore-G
- Moore-Gilbert, Kylie, britisch-australische Islamwissenschaftlerin

###### Moore-T
- Moore-Towers, Kirsten (* 1992), kanadische Eiskunstläuferin

##### Mooref
- Moorefield, Olive (* 1932), US-amerikanische Sängerin und Schauspielerin
- Moorefield, Virgil (* 1956), US-amerikanischer Komponist, Schlagzeuger, Multimediakünstler und Buchautor

##### Mooreh
- Moorehead, Agnes (1900–1974), US-amerikanische Schauspielerin
- Moorehead, Alan (1910–1983), britischer Journalist und Sachbuchautor
- Moorehead, Caroline (* 1944), britische Schriftstellerin und Menschenrechtsaktivistin
- Moorehead, Tom Van Horn (1898–1979), US-amerikanischer Politiker

##### Mooren
- Mooren, Albert (1828–1899), deutscher Augenarzt
- Mooren, Josef (1885–1987), deutscher Landschaftsmaler, Restaurator und Kirchenmaler
- Mooren, Joseph (1797–1887), deutscher katholischer Priester und niederrheinischer Regionalhistoriker
- Mooren, Merel (* 1982), niederländische Beachvolleyballspielerin
- Mooren, Theodor (1833–1906), deutscher Politiker (Zentrum), Bürgermeister, MdR

##### Moorer
- Moorer, Allison (* 1972), US-amerikanische CountrysängerinAllison Moorer (* 1972)

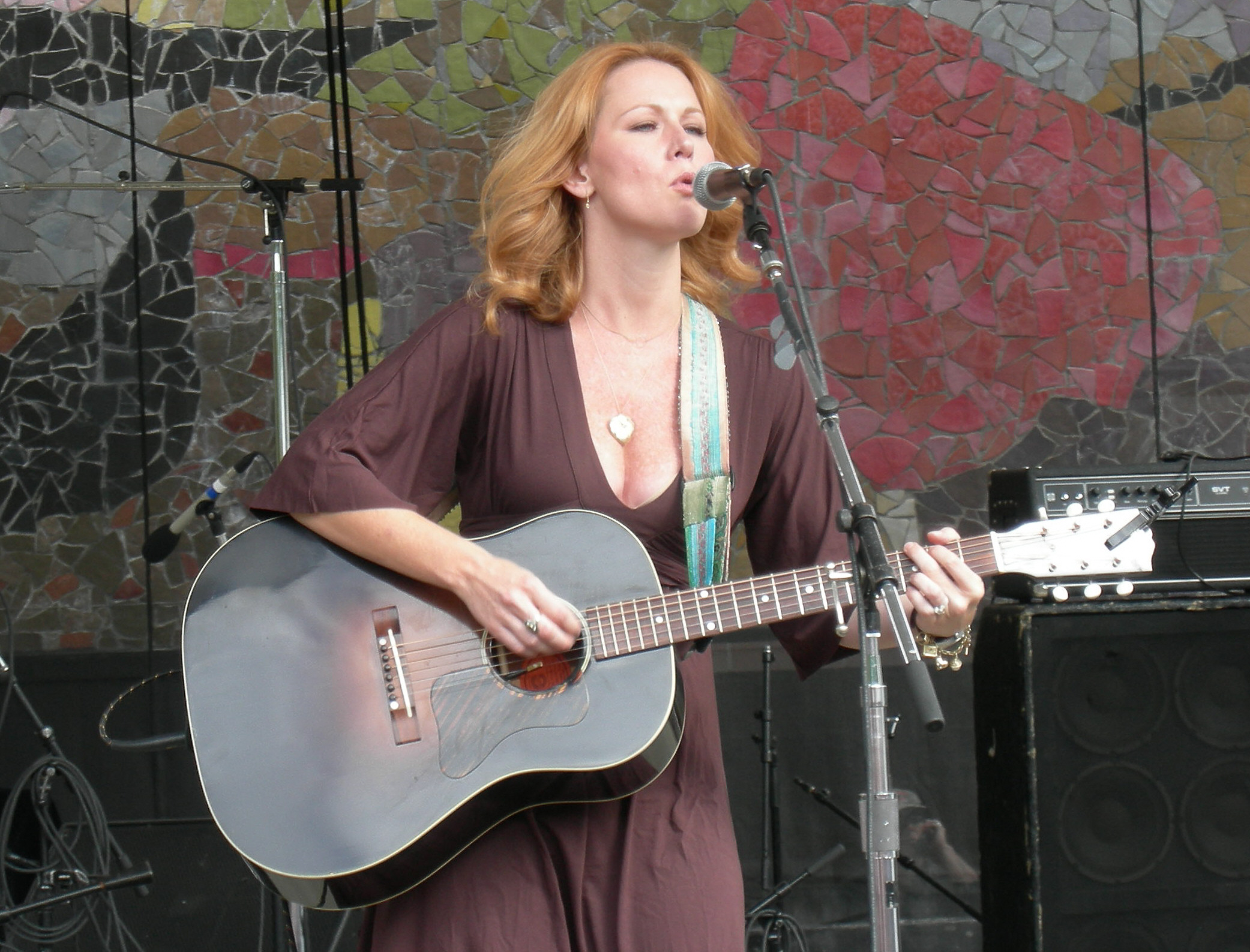
Allison Moorer (* 1972)

- Moorer, Michael (* 1967), US-amerikanischer Boxer
- Moorer, Thomas H. (1912–2004), US-amerikanischer Militär, Chief of Naval Operations und Chairman of the Joint Chiefs of Staff

##### Moores
- Moores, David (1945–2022), englischer Fußballfunktionär
- Moores, Dick (1909–1986), US-amerikanischer Comiczeichner
- Moores, Eldridge M. (1938–2018), US-amerikanischer Geologe
- Moores, Frank (1933–2005), kanadischer Politiker
- Moores, John (1896–1993), britischer Unternehmer und Philanthrop
- Moores, Merrill (1856–1929), US-amerikanischer Politiker
- Moores, Timothy (1942–2024), britischer Fernsehregisseur

#### Moorh
- Moorhead, Aaron (* 1987), US-amerikanischer Regisseur, Produzent, Kameramann, Drehbuchautor und Schauspieler
- Moorhead, Carlos (1922–2011), US-amerikanischer Politiker
- Moorhead, Ethel (1869–1955), irischstämmige, britische Malerin und Suffragette
- Moorhead, James K. (1806–1884), US-amerikanischer Politiker
- Moorhead, Jean (* 1935), US-amerikanische Schauspielerin und ehemaliges Playmate
- Moorhead, Margaret, neuseeländische Badmintonspielerin
- Moorhead, Natalie (1901–1992), US-amerikanische Schauspielerin
- Moorhead, William S. (1923–1987), US-amerikanischer Politiker
- Moorhouse, Adrian (* 1964), britischer Schwimmer
- Moorhouse, Frank (1938–2022), australischer Schriftsteller und Drehbuchautor
- Moorhouse, James (1924–2014), britischer Politiker, MdEP
- Moorhouse, Jocelyn (* 1960), australische Filmregisseurin, Drehbuchautorin und Filmproduzentin
- Moorhouse, Matthew (1813–1876), Protektor der Aborigines in South Australia

#### Moori
- Moorish, Lisa (* 1972), englische Sängerin und Songwriterin

#### Moorj
- Moorjani, Richa (* 1989), indisch-amerikanische Schauspielerin

#### Moork
- Moorkamp, Hartmut (* 1975), deutscher Politiker (CDU)

#### Moorl
- Moorlach, John (* 1955), US-amerikanischer Politiker
- Moorleiche aus dem Rieper Moor, Moorleiche
- Moorleiche Borremose II, dänische Moorleiche (Eisenzeit)
- Moorleiche Bremervörde FStNr. 98, Moorleiche
- Moorleiche von Bunsoh, Moorleiche
- Moorleiche von Kibbelgaarn, Moorleiche
- Moorleiche von Lindow I, englische Moorleiche
- Moorleiche von Pangerfilze, Moorleiche
- Moorleiche von Tumbeagh, Moorleiche
- Moorleiche von Windeby I, MoorleicheMoorleiche von Windeby I

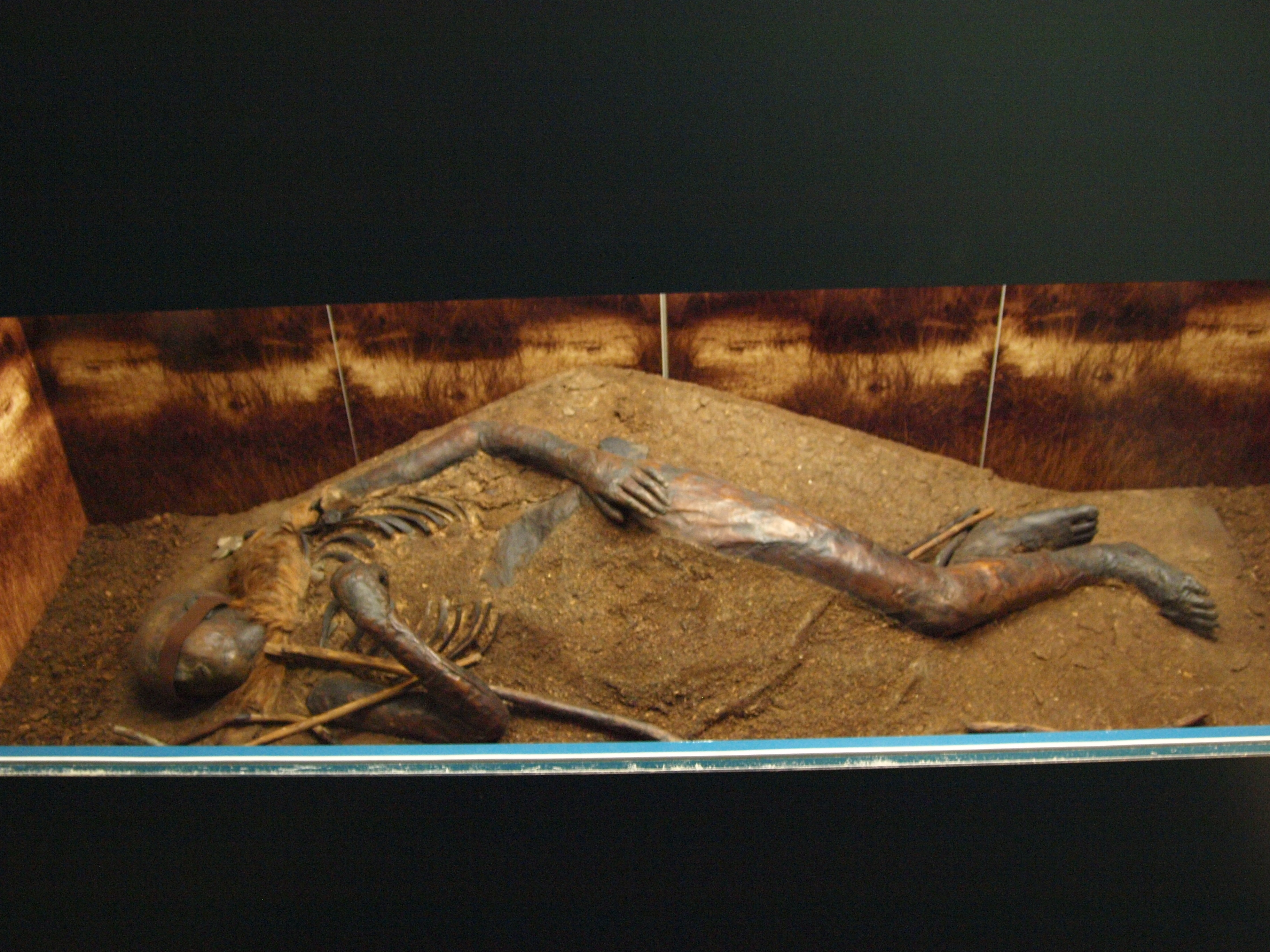
Moorleiche von Windeby I

#### Moorm
- Moorman, Brian (* 1976), US-amerikanischer American-Football-Spieler
- Moorman, Charles W. (* 1953), amerikanischer Eisenbahnmanager
- Moorman, Charlotte (1933–1991), US-amerikanische Performancekünstlerin und Musikerin
- Moorman, Chris (* 1985), britischer Pokerspieler und Autor
- Moorman, Clem (1916–2017), US-amerikanischer Jazzsänger, Pianist, Arrangeur und Schauspieler
- Moorman, Dennis (1940–2002), US-amerikanischer Jazzpianist, Arrangeur und Hochschullehrer
- Moorman, Henry D. (1880–1939), US-amerikanischer Politiker
- Moorman, Joseph Randall, amerikanischer Mediziner
- Moorman, Ralph (* 1966), niederländischer Radrennfahrer
- Moorman, Rik (* 1961), niederländischer Radrennfahrer
- Moorman, Thomas S. (1910–1997), US-amerikanischer Offizier, Generalleutnant der US Air Force
- Moorman, Thomas S. Jr. (1940–2020), US-amerikanischer Offizier, General der US Air Force
- Moormann, Eric M. (* 1955), niederländischer Klassischer Archäologe
- Moormann, Franz-Josef (* 1952), deutscher Politiker, Bürgermeister von Kaarst
- Moormann, Karl (1888–1955), deutscher Jurist
- Moormann, Martin (* 2001), österreichischer Fußballspieler
- Moormann, Rainer (* 1950), deutscher Chemiker und Experte für ReaktorsicherheitRainer Moormann (* 1950)

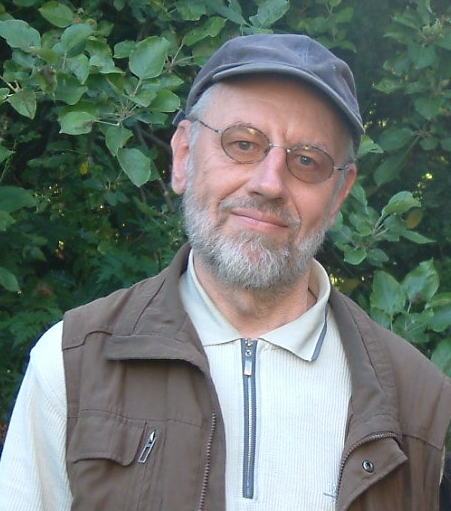
Rainer Moormann (* 1950)

- Moormann, Wilhelm (1882–1914), deutscher Bildhauer

#### Mooro
- Moorosi, Motsapi (1945–2013), lesothischer Leichtathlet

#### Moors
- Moors, Els (* 1976), belgische Autorin
- Moors, Fleur (* 2005), belgische Radrennfahrerin
- Moors, Hans-Werner (* 1950), deutscher Fußballspieler und -trainer
- Moors, Roel (* 1978), belgischer Basketballspieler und -trainer
- Moors, Theodorus Hubertus (1912–2003), niederländischer römisch-katholischer Ordensgeistlicher, Bischof von Manado
- Moorse, George (1936–1999), US-amerikanischer Filmregisseur
- Moorsel, Joop van (1902–1977), niederländischer Fußballschiedsrichter
- Moorstedt, Tobias (* 1977), deutschsprachiger Journalist und Autor

#### Moort
- Moortgat, Achilles (1881–1957), deutscher Bildhauer, Landschaftsmaler
- Moortgat, Anton (1897–1977), deutscher vorderasiatischer Archäologe
- Moorthy, Shobha (* 1946), indische Badmintonspielerin

#### Moorw
- Moorwood, Hayley (* 1984), neuseeländische Fußballspielerin

### Moos
- Moos (* 1974), französischer Sänger
- Moos, Alexandre (* 1972), Schweizer Radrennfahrer
- Moos, August (1893–1944), deutscher Erdölgeologe
- Moos, Carl (1878–1959), deutsch-schweizerischer Werbegrafiker und Illustrator
- Moos, Carlo (* 1944), Schweizer Historiker und Universitätsprofessor
- Moos, Christian (* 1971), deutscher Generalsekretär der Europa-Union Deutschland
- Moos, Hans (1862–1929), Schweizer Agronom
- Moos, Hartmann von (1737–1803), Schweizer reformierter Geistlicher
- Moos, Heinrich (1895–1976), deutscher Fechter, mehrmaliger deutscher Meister und Olympiateilnehmer
- Moos, Heinrich von († 1386), Schweizer Adliger und Landammann
- Moos, Heinrich von († 1430), Schweizer Adliger und Schultheiss
- Moos, Helmut (1931–2017), deutscher Bildhauer
- Moos, Hermann (1896–1950), deutscher Schriftsteller, Komponist und Museumsleiter
- Moos, Hermine (1888–1928), deutsche Puppenmacherin und MalerinHermine Moos (1888–1928)

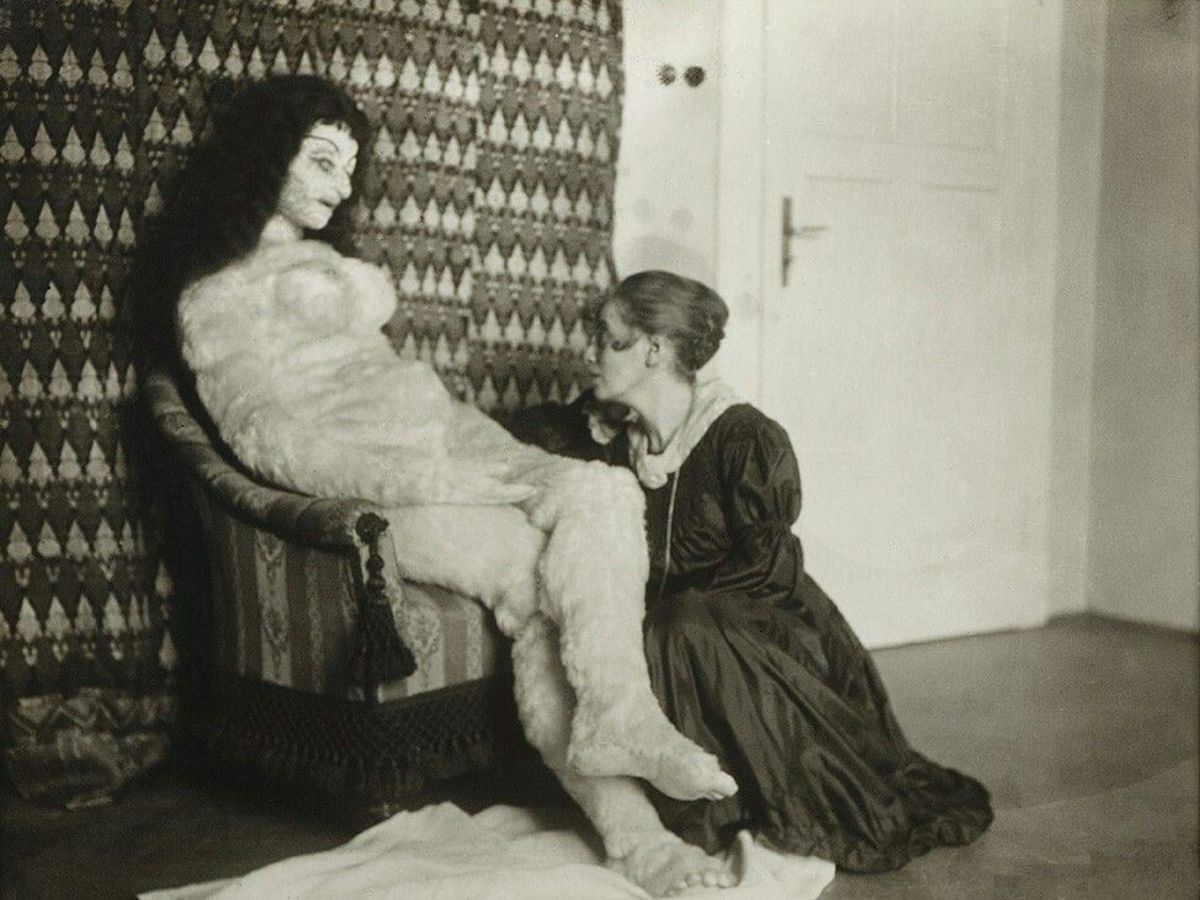
Hermine Moos (1888–1928)

- Moos, Johann Kaspar (1774–1835), Schweizer Maler
- Moos, Joseph von (1859–1939), Schweizer Maler, Zeichner, Radierer, Kunstpädagoge und Direktor der Kunstgewerbeschule Luzern
- Moos, Julian von (* 2001), schweizerisch-brasilianischer Fußballspieler
- Moos, Jürgen (* 1954), deutscher Holzbildhauer und Maler
- Moos, Leo von (1872–1943), österreichischer Bildhauer
- Moos, Lisa (* 1968), deutsche Autorin
- Moos, Lotte (1909–2008), deutsch-britische Dichterin und Dramatikerin
- Moos, Ludwig von (1910–1990), Schweizer Politiker (CVP)Ludwig von Moos (1910–1990)

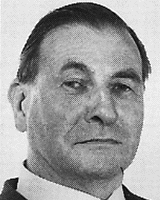
Ludwig von Moos (1910–1990)

- Moos, Malte (* 1996), deutscher Fußballspieler
- Moos, Max von (1903–1979), Schweizer Kunstmaler
- Moos, Moritz (* 1994), deutscher Ruderer
- Moos, Nele (* 2001), deutsche Para-Leichtathletin
- Moos, Nico (* 2000), deutscher Fußballspieler
- Moos, P., Schweizer Hip-Hop-Muiker
- Moos, Paul (1863–1952), deutscher Musikschriftsteller
- Moos, Peter von (* 1936), französischer mittellateinischer Philologe
- Moos, Reinhard (* 1932), deutscher und österreichischer Jurist
- Moos, Rudolf (1866–1951), deutscher Unternehmer
- Moos, Rudolf H. (* 1934), US-amerikanischer Psychiater
- Moos, Salomon (1831–1895), deutscher Mediziner
- Moos, Siegfried (1904–1988), deutsch-britischer Wirtschaftswissenschaftler
- Moos, Stanislaus von (* 1940), Schweizer Kunsthistoriker und Architekturtheoretiker
- Moos, Thorsten (* 1969), deutscher evangelischer Theologe
- Moos, Walter von (1918–2016), Schweizer Industrieller
- Moos, Willi (1900–1981), deutscher Jurist und Landrat
- Moos-Brochhagen, Veronika (* 1961), deutsche Textilkünstlerin
- Moos-Heindrichs, Hildegard (1935–2017), deutsche Schriftstellerin und Lehrerin
- Moosa, Matti (1924–2014), irakisch-amerikanischer Nahost-Historiker und Literaturwissenschaftler (Arabische Literatur)
- Moosa, Mohammed Valli (* 1957), südafrikanischer Politiker
- Moosa, Said (* 1988), katarischer Radrennfahrer
- Moosauer, Manfred (* 1943), deutscher Politiker (CSU), Arzt, Hobby-Archäologe und Museumskoordinator
- Moosauer, Sigmund (1877–1944), deutscher Arzt und erster Sanitätschef der Kriegsmarine
- Moosbach, Carola (* 1957), deutsche Schriftstellerin
- Moosbauer, Christoph (* 1969), deutscher Politiker (SPD), MdB
- Moosbauer, Günther (* 1966), deutscher Provinzialrömischer Archäologe
- Moosbauer, Max (1892–1968), deutscher Politiker (NSDAP), MdR, Oberbürgermeister der Stadt PassauMax Moosbauer (1892–1968)

Max Moosbauer (1892–1968)

- Moosbauer, Rainer (* 1985), österreichischer Fußballtorhüter
- Moosberger, Achim (* 1992), deutscher Eishockeyspieler
- Moosbrugger, Alexander (* 1972), österreichischer Komponist
- Moosbrugger, Andreas (1722–1787), österreichischer Rokoko-Stuckateur
- Moosbrugger, August (1802–1858), deutscher Architekt
- Moosbrugger, Caspar (1656–1723), österreichisch-schweizerischer Architekt
- Moosbrugger, Christoph (* 1951), österreichischer Schauspieler
- Moosbrugger, Eva (* 1957), österreichische Malerin und Bildhauerin
- Moosbrugger, Gallus (1810–1886), österreichischer Käsehändler und Vertreter der Moderne im Bregenzerwald
- Moosbrugger, Günther Anton (1899–1979), österreichischer Politiker (ÖVP), Bürgermeister von Dornbirn
- Moosbrugger, Helfried (* 1944), österreichischer Hochschullehrer für Psychologie
- Moosbrugger, Hieronymus (1807–1858), österreichischer Bildhauer
- Moosbrugger, Josef (* 1950), österreichischer Politiker (ÖVP), Landtagsabgeordneter und Bürgermeister von Bizau
- Moosbrugger, Josef (* 1966), österreichischer Landwirtschaftskammerfunktionär
- Moosbrugger, Josef Simon (1774–1831), österreichischer Baumeister und Stuckateur aus dem Bregenzerwald
- Moosbrugger, Joseph (1810–1869), deutscher Maler
- Moosbrugger, Kaspar (1830–1917), österreichischer Schriftsteller, Jurist und Sozialist und Parteigründer
- Moosbrugger, Leopold (1796–1864), deutscher Mathematiker
- Moosbrugger, Mathias (* 1982), katholischer Kirchenhistoriker
- Moosbrugger, Peter (1924–2007), österreichischer Politiker (ÖVP), Landtagsabgeordneter zum Vorarlberger Landtag
- Moosbrugger, Peter Anton (1732–1806), österreichischer Rokoko-Stuckateur
- Moosbrugger, Pius (1897–1978), österreichischer Politiker (SPÖ), Landtagsabgeordneter in Vorarlberg
- Moosbrugger, Theodor (1851–1923), deutscher Architekt
- Moosbrugger, Wendelin (1760–1849), deutscher Maler
- Moosbrugger-Leu, Rudolf (1923–2011), Schweizer Archäologe
- Moosdorf, Edgar (* 1948), deutscher Fußballspieler
- Moosdorf, Heinz-Detlef (1939–2014), deutscher Künstler
- Moosdorf, Johanna (1911–2000), deutsche Schriftstellerin
- Moosdorf, Kathrin (* 1981), deutsche Politikerin (Bündnis 90/Die Grünen)
- Moosdorf, Kurt (1884–1956), deutscher Politiker (SPD), MdL und MdB
- Moosdorf, Kurt (1910–1980), deutscher Politiker (SPD), Landrat des Landkreises Büdingen, Gründungsmitglied und Präsident des Hessischen Landkreistages
- Moosdorf, Matthias (* 1965), deutscher Cellist und Hochschullehrer
- Moosdorf, Otto-Georg (* 1934), deutscher Violinist und Dirigent
- Moose, George (* 1944), US-amerikanischer Diplomat
- Moose, Richard M. (1932–2015), US-amerikanischer Diplomat
- Mooseman (1962–2001), US-amerikanischer Bassist
- Mooser, Aloys (1770–1839), Instrumenten- und Orgelbauer
- Mooser, Bryn (* 1979), US-amerikanischer Filmregisseur und Filmproduzent
- Mooser, Franz Peter Anton (1773–1823), österreichischer Orgelbauer
- Mooser, Hermann (1891–1971), Schweizer Bakteriologe
- Mooser, Josef (* 1946), deutscher Historiker
- Mooser, Ludwig (1807–1881), österreichischer Orgelbauer
- Mooser, Ueli (* 1944), Schweizer Volksmusiker, Komponist und Musikinstrumentalist
- Mooshake, Fritz (1877–1969), Präsident der preußischen Bau- und Finanzdirektion
- Mooshake, Heinrich (1836–1914), deutscher Kaufmann
- Moosherr, Niko (* 1997), deutscher Karateka
- Moosholzer, Ingeborg, bayerische Volksschauspielerin
- Moosholzer, Josef (1932–2004), deutscher Schauspieler
- Mooslechner, Ludwig (1910–1945), österreichischer Arzt und Widerstandskämpfer
- Mooslechner, Markus (* 1973), österreichischer Moderator (ORF)
- Moosleitner, Fritz (1935–2022), österreichischer Prähistoriker
- Moosleitner, Peter (1933–2015), deutscher Journalist, Gründungsherausgeber des populärwissenschaftlichen P.M. Magazins
- Moosmann, Sepp (1928–2017), österreichischer Künstler und Schriftsteller
- Moosmayer, Tom (* 1979), belgischer Fußballspieler
- Moosmüller, Alois (* 1952), deutscher Kommunikationswissenschaftler, Ethnologe und ehemaliger Hochschullehrer
- Moosmüller, Franz Xaver (1934–1956), deutscher Bergsteiger
- Moosmüller, Martin (* 1939), deutscher Bankkaufmann
- Moosmüller, Oswald (1832–1901), Benediktiner und Autor
- Moosmüller, Sylvia (1954–2018), österreichische Phonetikerin und Linguistin
- Moossen, Inge (* 1911), deutsche Schriftstellerin
- Moost, Nele (* 1952), deutsche Autorin für Kinder- und für Erwachsenenliteratur
- Mooswalder, Cornelia (* 1993), österreichische Sängerin

### Moot
- Moot, Dani van der (* 1997), niederländischer Fußballspieler
- Mootha, Vamsi, indisch-amerikanischer Mediziner und Molekularbiologe
- Mooty, W. L. (1906–1992), US-amerikanischer Politiker
- Mootz, Hermann (1889–1962), deutscher Admiral
- Mootz, Johann Georg (1808–1903), großherzoglich hessischer Generalleutnant à la suite

### Mooy
- Mooy, Aaron (* 1990), niederländisch-australischer Fußballspieler
- Mooy, Brodie (* 1990), australischer Fußballspieler
- Mooyer, Ernst Friedrich (1798–1861), Altertumsforscher
- Mooyer, Johannes (1830–1903), hanseatischer Konsul
- Mooyman, Gerardus (1923–1987), niederländischer Freiwilliger im Dienst der Waffen-SS